# Loperhet
Pour les articles homonymes, voir Loperhet.
Loperhet (prononcé [lɔpeʁɛt] ; nommé également Lopérhet non officiellement) est une commune du département du Finistère, dans la région Bretagne, en France.

## Géographie
| Guipavas 💧 Élorn  | La Forest-Landerneau 💧 Élorn      | Dirinon             |
| Plougastel-Daoulas | Loperhet                           | Dirinon             |
| 💧 Rade de Brest   | 💧 Baie de Daoulas Logonna-Daoulas | 💧 Mignonne Daoulas |

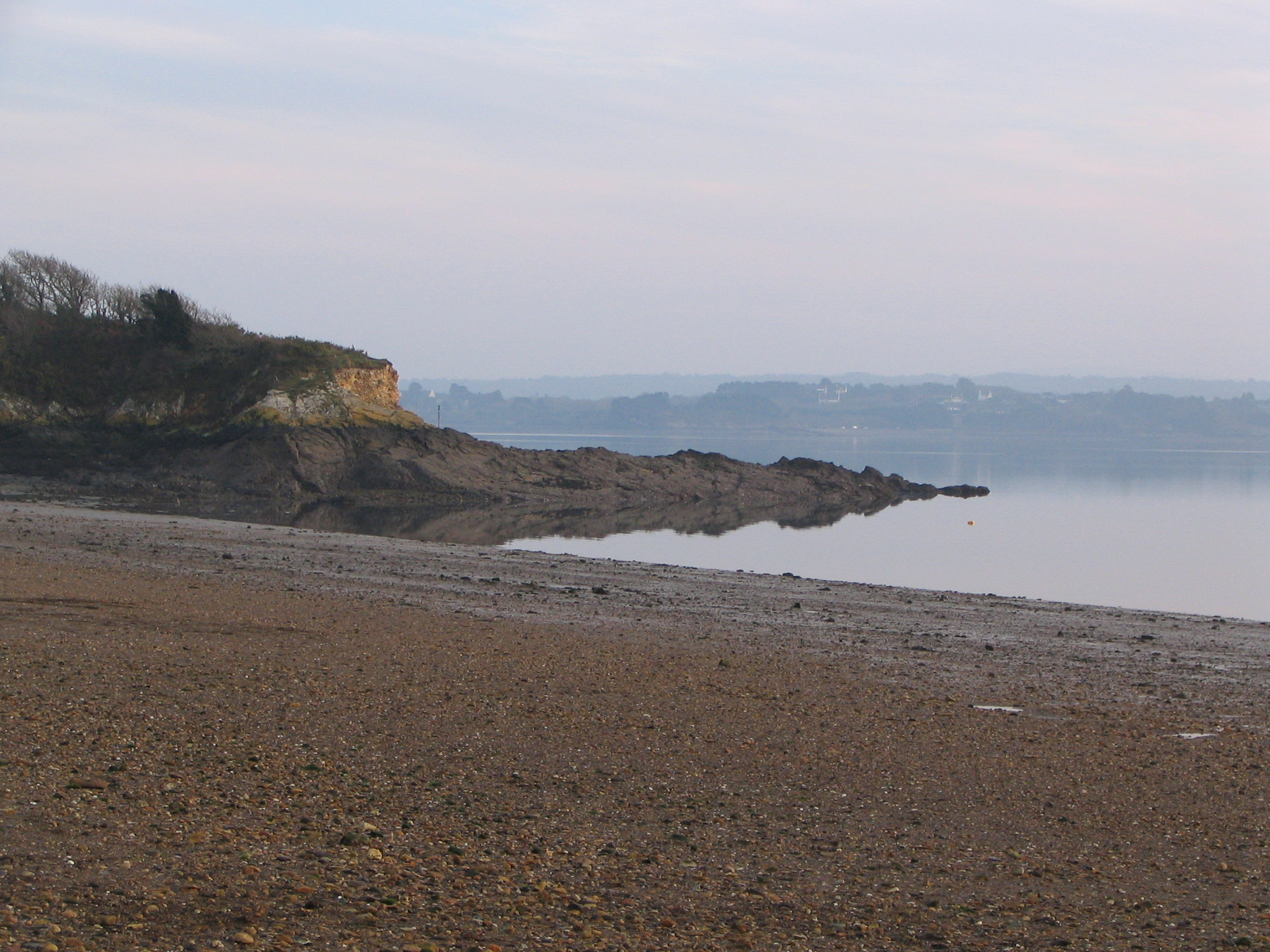
Logonna en arrière-plan, vu de la grève de Pors Gwen en Plougastel.

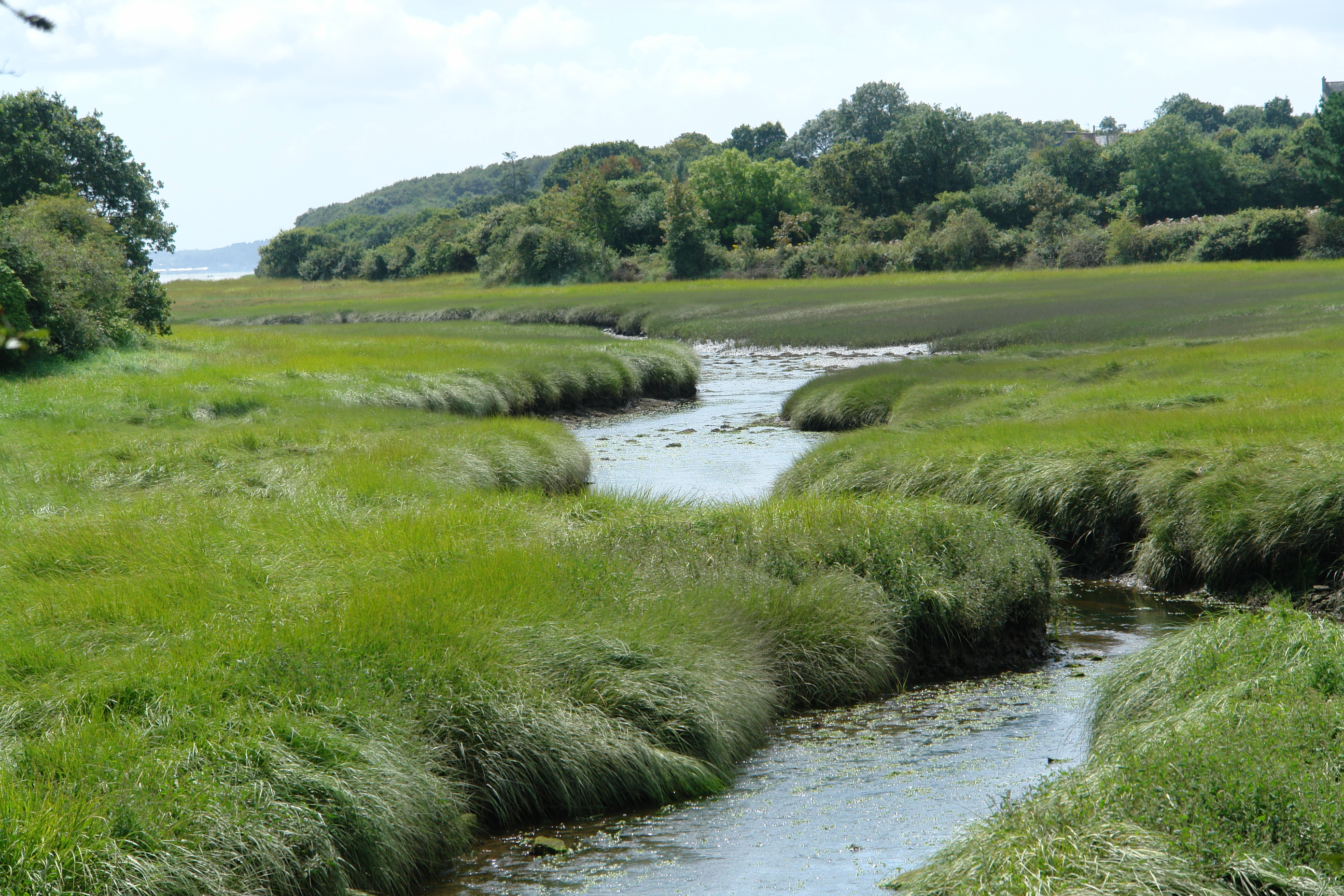
Schorre dans la ria d'un ruisseau côtier à Loperhet, le Glanvez à Penfoul, endroit où il se jette dans la mer.

Entourée par les communes de Dirinon à l'est et Plougastel-Daoulas à l'ouest, Loperhet est située à 9 km au sud-ouest de Landerneau et à une quinzaine de kilomètres au sud-est de Brest, la plus grande ville aux alentours. Baignée au nord par l'Élorn, au niveau de la grève du Guern par exemple, et limitrophe au sud de la rade de Brest, la commune de Loperhet se termine au sud par la pointe de Rostiviec, située à l'embouchure de la rivière de Daoulas ; elle forme ainsi, avec la commune voisine de Plougastel-Daoulas, la presqu'île de Plougastel dont elle occupe l'entrée. Le bourg est situé à 58 mètres d'altitude mais le finage communal varie de 162 mètres d'altitude au niveau de la mer. Son territoire est très étiré dans le sens nord-sud, mais étroit dans le sens ouest-est.
La commune est proche du parc naturel régional d'Armorique, dont la limite nord se trouve à 7 km.

### Géologie
Géologiquement, un bassin synclinal s'étend de Loperhet à Plouigneau, formé de roches dévoniennes, principalement les schistes et quartzites de Plougastel, accumulation sur plus de 1 000 mètres d'épaisseur de schistes grossiers, gris verdâtre, et de quartzites vert sombre, surmontés de grès blanc de Landévennec, puis de bancs où alternent schistes, grauwackes et calcaires ; enfin par-dessus se trouvent des schistes dits de Porsguen et de Rostellec.

### Rostiviec

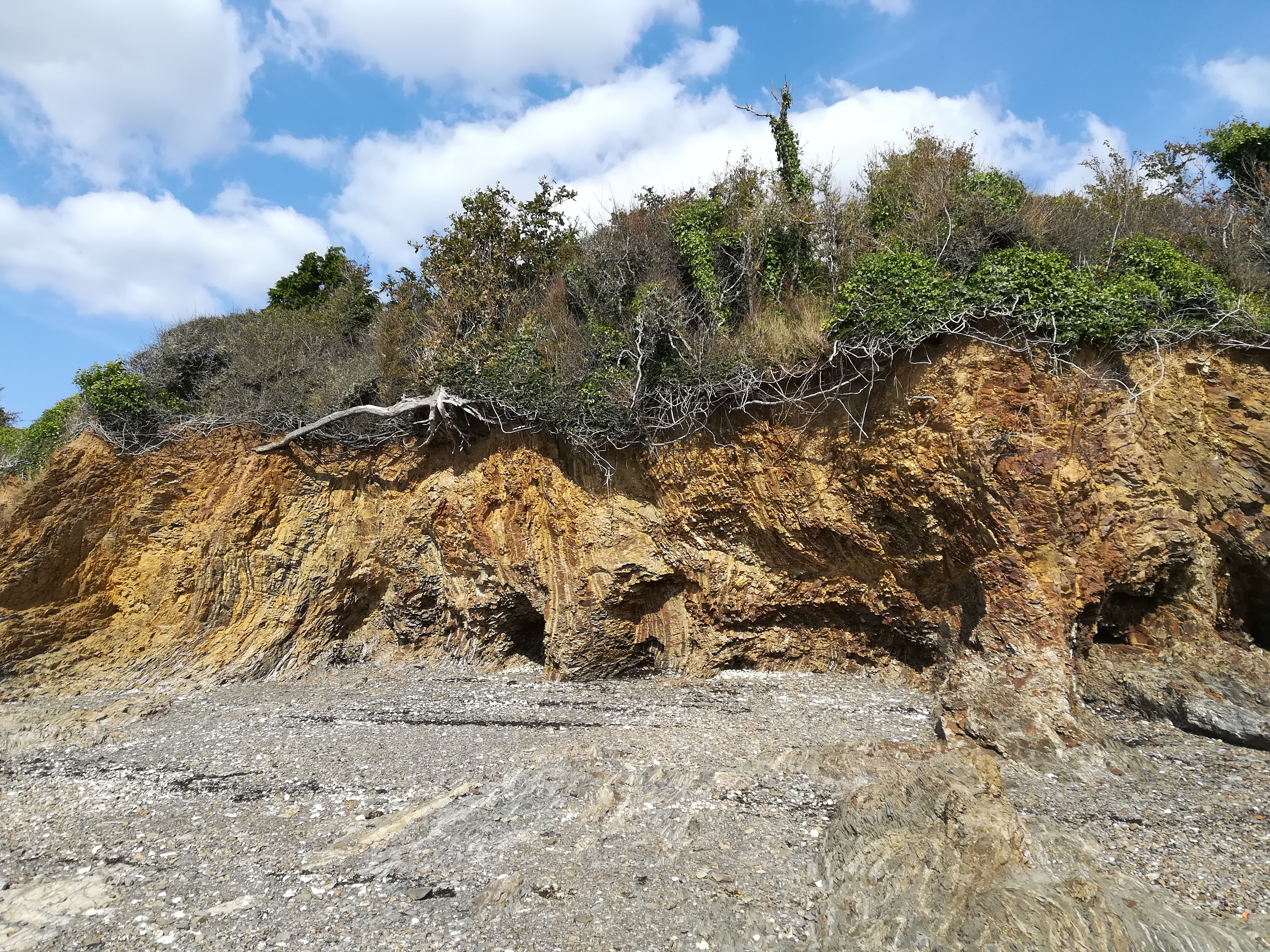
Falaise à Porz Donn.

Situé dans l'anse de Penfoul, le port de Rostiviec (le nom proviendrait du mot celte ou scandinave wic signifiant baie, embouchure) a connu par le passé une notable activité de pêche : l'été, aux maquereaux et aux chinchards et durant 3 mois d'hiver, au dragage des coquilles Saint Jacques et des praires; le dragage du sable par des petits sloops à voiles spécialisés dans cette activité, les bagou minou (car ils allaient draguer le sable en rade de Brest à proximité de la pointe du Petit Minou) ; les pêcheurs étaient souvent des « marins-paysans » se partageant entre ces deux activités. Les bateaux à vapeur n'ont été utilisés qu'à partir de 1935 (1949 même pour le dragage du sable). Désormais la navigation de plaisance a presque totalement remplacé la pêche et le dragage du sable. En 1896, le village de Rostiviec compte 142 habitants.

### Hydrographie
Pour un article plus général, voir Réseau hydrographique du Finistère.
La commune est située dans le bassin Loire-Bretagne. Elle est drainée par divers petits cours d'eau,.

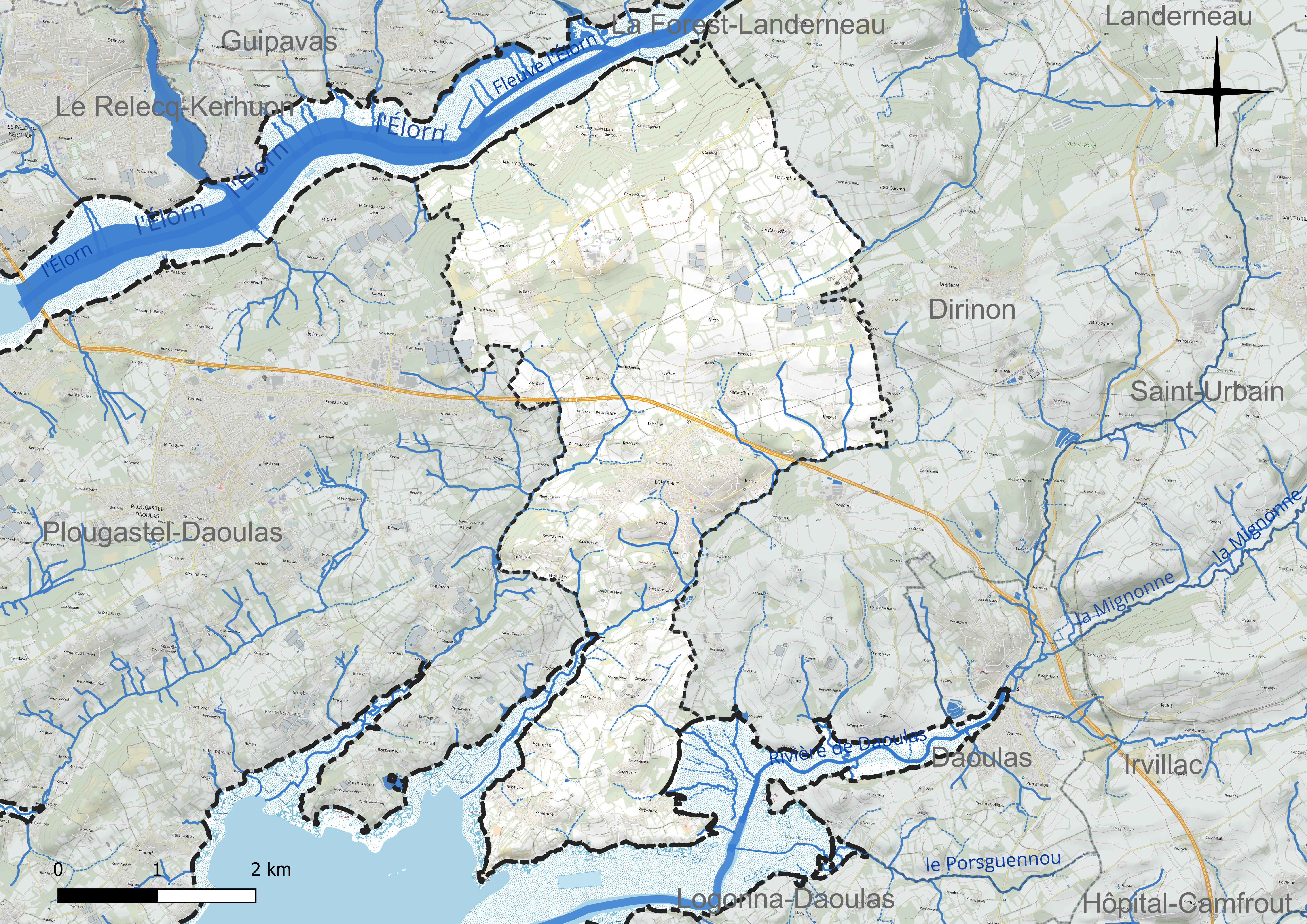
Réseau hydrographique de Loperhet.

### Climat
Pour des articles plus généraux, voir Climat de la Bretagne et Climat du Finistère.
En 2010, le climat de la commune est de type climat océanique franc, selon une étude du CNRS s'appuyant sur une série de données couvrant la période 1971-2000. En 2020, Météo-France publie une typologie des climats de la France métropolitaine dans laquelle la commune est exposée à un climat océanique et est dans la région climatique Finistère nord, caractérisée par une pluviométrie élevée, des températures douces en hiver (6 °C), fraîches en été et des vents forts. Parallèlement l'observatoire de l'environnement en Bretagne publie en 2020 un zonage climatique de la région Bretagne, s'appuyant sur des données de Météo-France de 2009. La commune est, selon ce zonage, dans la zone « Littoral », exposée à un climat venté, avec des étés frais mais doux en hiver et des pluies moyennes.
Pour la période 1971-2000, la température annuelle moyenne est de 11,3 °C, avec  une amplitude thermique annuelle de 10,2 °C. Le cumul annuel moyen de précipitations est de 1 035 mm, avec 15,8 jours de précipitations en janvier et 8 jours en juillet. Pour la période 1991-2020, la température moyenne annuelle observée sur la station météorologique la plus proche, située sur la commune de Guipavas à 10 km à vol d'oiseau, est de 11,7 °C et le cumul annuel moyen de précipitations est de 1 229,8 mm,. Pour l'avenir, les paramètres climatiques de la commune estimés pour 2050 selon différents scénarios d'émission de gaz à effet de serre sont consultables sur un site dédié publié par Météo-France en novembre 2022.

## Urbanisme

### Typologie
Au 1er janvier 2024, Loperhet est catégorisée bourg rural, selon la nouvelle grille communale de densité à 7 niveaux définie par l'Insee en 2022.
Elle appartient à l'unité urbaine de Loperhet, une unité urbaine monocommunale constituant une ville isolée,. Par ailleurs la commune fait partie de l'aire d'attraction de Brest, dont elle est une commune de la couronne,. Cette aire, qui regroupe 68 communes, est catégorisée dans les aires de 200 000 à moins de 700 000 habitants,.
La commune, bordée par la mer d'Iroise, est également une commune littorale au sens de la loi du 3 janvier 1986, dite loi littoral. Des dispositions spécifiques d'urbanisme s'y appliquent dès lors afin de préserver les espaces naturels, les sites, les paysages et l'équilibre écologique du littoral, tel le principe d'inconstructibilité, en dehors des espaces urbanisés, sur la bande littorale des 100 mètres, ou plus si le plan local d'urbanisme le prévoit.

### Occupation des sols
L'occupation des sols de la commune, telle qu'elle ressort de la base de données européenne d'occupation biophysique des sols Corine Land Cover (CLC), est marquée par l'importance des territoires agricoles (73,7 % en 2018), en augmentation par rapport à 1990 (71,1 %). La répartition détaillée en 2018 est la suivante :
zones agricoles hétérogènes (56,8 %), forêts (18,1 %), terres arables (10 %), zones urbanisées (7,5 %), prairies (6,9 %), eaux maritimes (0,5 %), zones humides côtières (0,2 %). L'évolution de l'occupation des sols de la commune et de ses infrastructures peut être observée sur les différentes représentations cartographiques du territoire : la carte de Cassini (XVIIIe siècle), la carte d'état-major (1820-1866) et les cartes ou photos aériennes de l'IGN pour la période actuelle (1950 à aujourd'hui).

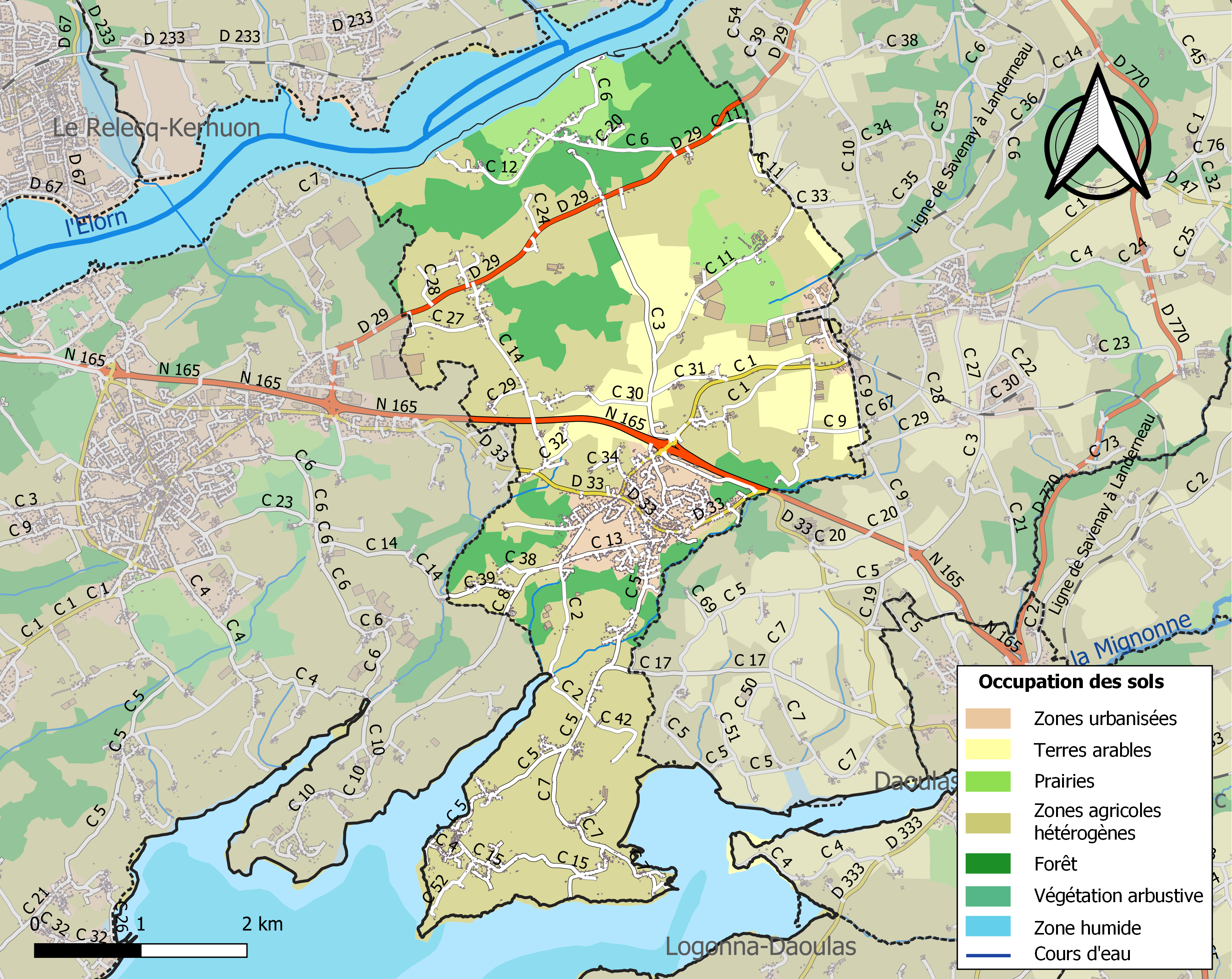
Carte des infrastructures et de l'occupation des sols de la commune en 2018 (CLC).

## Toponymie
Le nom de la localité est attesté sous les formes ecclesia Loco Sanctae Brigidae en 1218, Loperchet en 1442, Loperguet en 1535 et Locus Brigide en 1574.
Le nom breton de la commune est Loperhed ou Loperc'hed.
Le nom de la commune est composé du breton lok (breton), du latin Locus qui signifie « lieu consacré » et Berc'het, du vieil irlandais Brigit. Le nom s'est répandu en France sous la forme Sainte Brigitte (l'abbesse Brigitte de Kildare).
Sainte Brigitte était la patronne de la paroisse de Loperhet.

## Histoire

### Étymologie et origines
Le document le plus ancien mentionnant Loperhet date de 1186, c'est la confirmation par Hervé Ier de Léon d'une donation du lieu, faite par son père Guyomarch IV de Léon et sa mère Nobilis (Nobile) aux chanoines réguliers de l'abbaye Notre-Dame de Daoulas. Le nom de la commune provient de loc Perhet, l'oratoire de sant Perhet (ou sant Berc'hed), dite aussi sainte Brigitte. C'est alors un prieuré dépendant de l'abbaye Notre-Dame de Daoulas, issu du démembrement de l'ancienne paroisse de Plougastel-Daoulas.
On connaît les mentions suivantes de son nom au cours de l'histoire :
- Loco Sanctae Brigidae (1218), forme latine, en référence à sainte Brigitte (Berc'hed en breton), ancienne abbesse du canton de Kildare en Irlande ;
- Loperchet (1442) ;
- Loperguet (1535) ;
- Locus Brigide (1516 et 1574), forme latine ;
- Loperc'het (1779) ;
- Loperhet (ensuite).

Des érudits du XXe siècle pensaient que le nom, comme celui de Lopérec, provenait de Loc Pezrec (l'oratoire de Pezrec), du nom de Perzec, ermite qui vécut vers 600 dans un recoin isolé de la forêt du Cranou.

### Préhistoire et Antiquité
Un menhir haut de 3,5 mètres se trouve au village du Carn et quatre autres ont été signalés à Linglas au XIXe siècle.
Deux tumuli de l'âge du bronze ont été trouvés sur le territoire communal, l'un à Gorré Menez (inscrit Monument historique le 3 novembre 1971), l'autre au Roc'hellou (inscrit Monument historique le 14 mai 1930), traces d'un peuplement préhistorique datant de l'âge du bronze.

### Moyen Âge
Aux XIIe et XIIIe siècles, un hôpital et une chapelle (les deux bâtiments ont disparu) sont construits à Saint-Jacob, à proximité du site actuel du bourg de Loperhet, sur le trajet d'un chemin de pèlerinage allant du sud de l'actuel département du Finistère en direction du sanctuaire Saint-Michel de Lesneven.
Une motte féodale datant du Haut Moyen Âge, de 44 mètres de diamètre et de 10 mètres de hauteur, se trouve au sud du bourg, à Goarem-ar-C'hatel, près de Roch'ellou. Elle a été fouillée en 1929 par Vera Collum, une exploratrice anglaise, qui recherchait en fait (mais en vain) des traces du culte de la déesse mère celte Brighid. La motte féodale aurait été construite sur un tumulus existant antérieurement.
Lors de la montre générale de l'évêché de Cornouaille tenue en 1562 à Quimper, deux familles nobles de Loperhet sont citées, celles d'Alain de Rosnivinen et de Jehan Botsuegel. Yvon Buzit [Buzic en fait], sieur de Kerdaoulas, « arquebusier à cheval » y est aussi cité, mais parmi les nobles de Dirinon.

#### Le manoir de Keranc'hoat

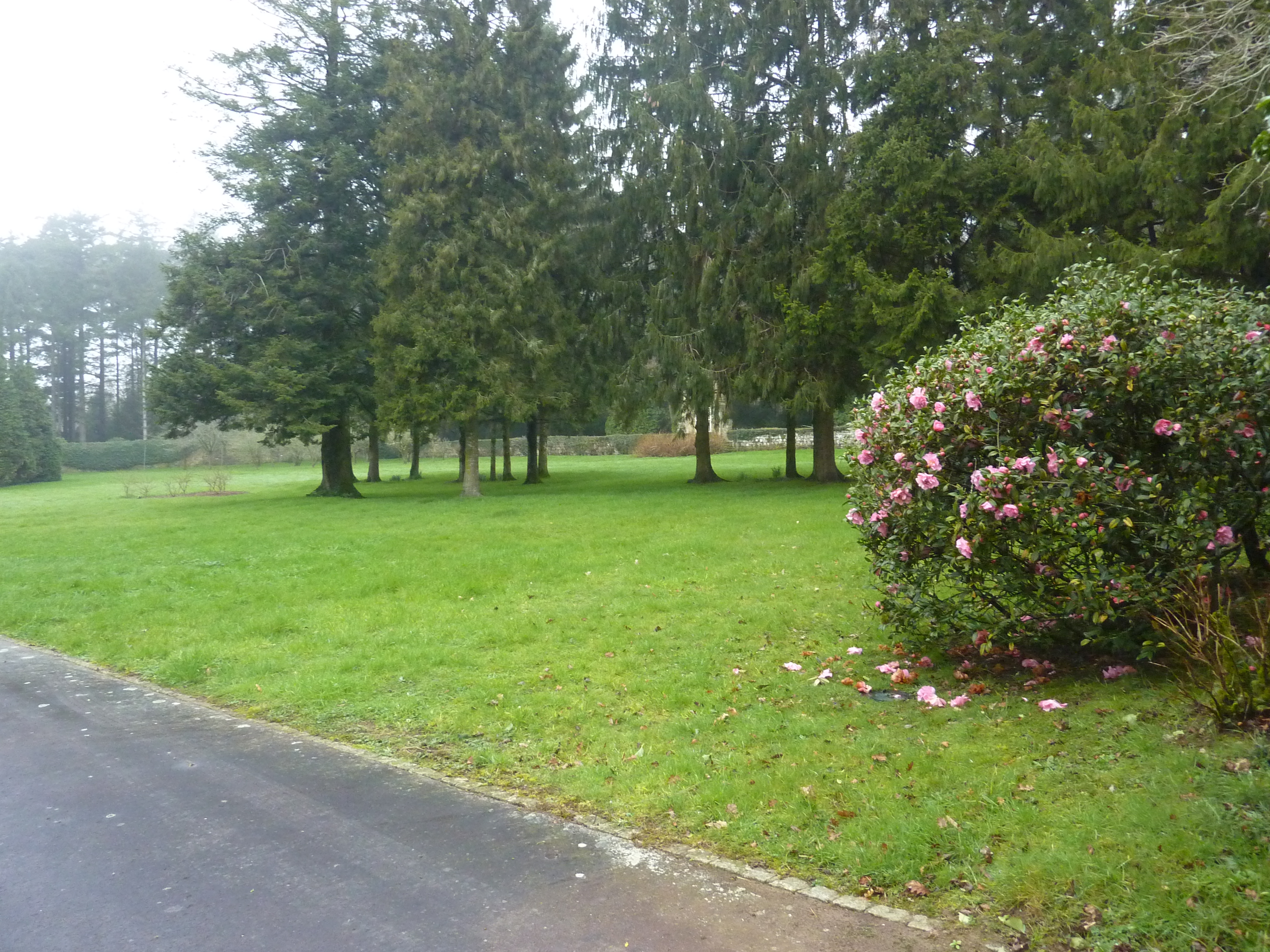
Le parc du château de Keranc'hoat.

Ce manoir du XVIe au XVIIIe siècle fut la résidence des du Louët et leurs descendants. Y ont habité successivement la famille du Louët, la famille de Rosnyvinen, de Coëtmenech, du Harlay, de Montmorency, puis Goubin de Kerdaniel.
Le manoir tel qu'il existait jusqu'au XIXe siècle, avant les démolitions et incendies de 1850, 1912 et 1965 - était un manoir datant (dans sa majeure partie) des XVIe – XVIIe siècles - soit qu'il ait été construit par les du Louët, soit qu'il fut le résultat d'une restauration, après démolition partielle de l'ancien manoir des Rosnyvinen, et aussi de restaurations ou transformations successives au cours des ans. Puis il fut démoli vers 1850 (par Cyriaque Goubin), pour être entièrement reconstruit. Mais il fut sinistré lors d'un incendie en 1912. C'est alors qu'a été reconstruite, à sa place, une grande maison rectangulaire qui était le château jusqu'en 1965, qui encore une fois fut la proie des flammes. Cette fois-ci c'étaient les derniers bâtiments de l'ancien manoir qui furent ravagés par l'incendie. Le propriétaire renonça à restaurer le bâtiment et, en 1968, il mit en vente les pierres...

### LesXVIeetXVIIesiècles

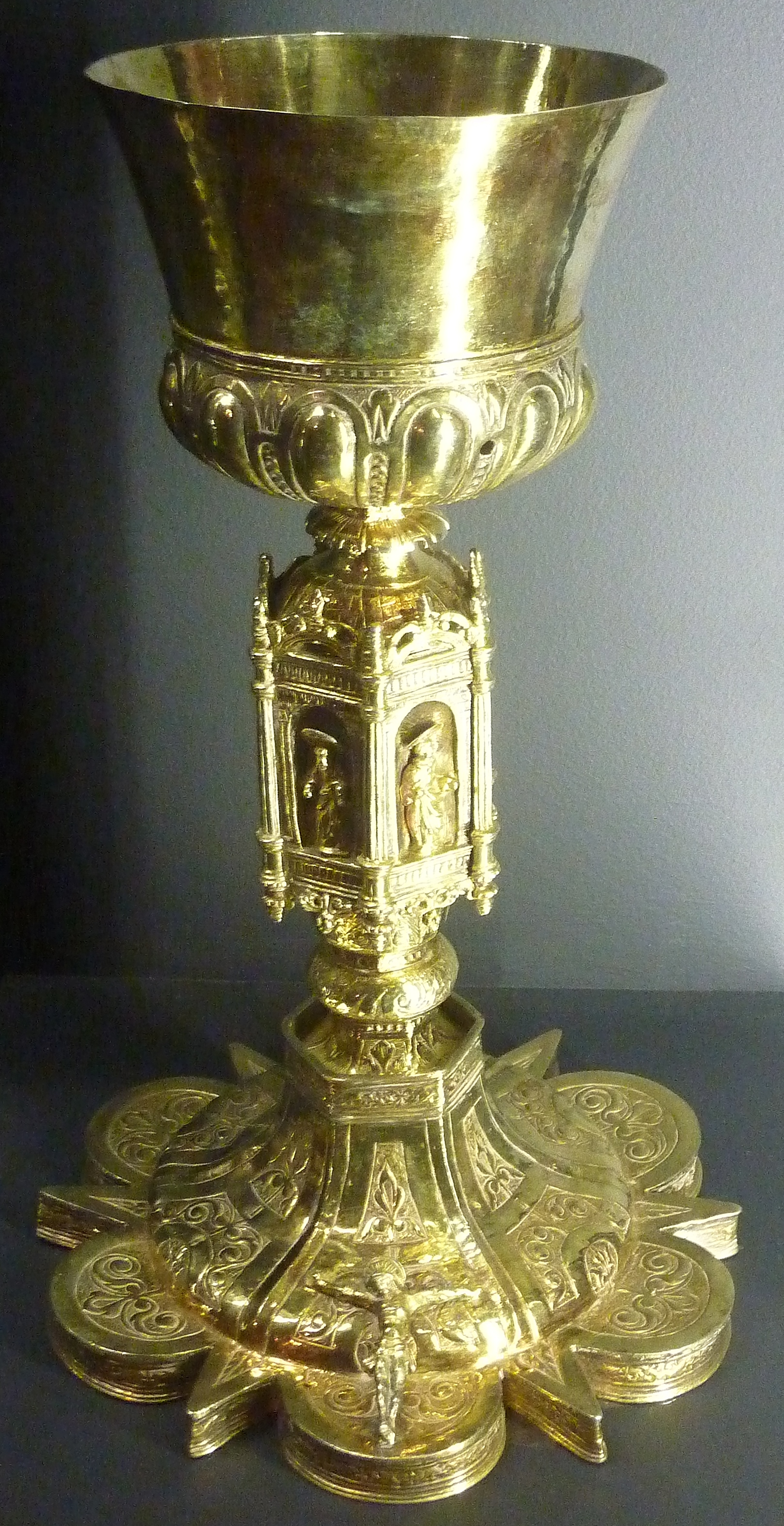
Loperhet, église paroissiale Sainte-Brigitte, calice de la deuxième moitié du XVIe siècle

Julien Maunoir, célèbre prédicateur, prêcha une mission à Loperhet en 1660.
En 1759, une ordonnance de Louis XV ordonne à la paroisse de Loperhet de fournir 19 hommes et de payer 124 livres pour « la dépense annuelle de la garde-côte de Bretagne ».

### Révolution française
La paroisse de Loperhet, qui comprenait alors 97 feux, élit deux délégués, Goubin et Claude Kerdraon, pour la représenter à l'assemblée du tiers-état de la sénéchaussée de Quimper au printemps 1789.
Les paroissiens de Loperhet ont rédigé un cahier de doléances à la veille de la Révolution française dans lequel ils se plaignent de ne plus être déchargés des charrois militaires concernant les troupes qui passent par Landerneau comme ils l'avaient été par le passé « parce que deux ou trois bras de mer coupent les terres de la paroisse et interceptent les communications à marée haute ; parce que la paroisse fournit souvent des voitures pour le service du port de Brest ; et que de plus le quart des habitans agriculteurs sont emploités au service de la marine ». Les paroissiens de Loperhet se plaignent également des greffiers de justice, déclarant qu'ils commettent des perceptions illégales sur « les inventaires, biens et partages », prenant au moins « la moitié plus [le double] que ce qu'ils ne devrait leur revenir pour vacations », faisant marché avec les parties, avec les veuves et les tuteurs surtout, qui ont intérêt à ce que leurs inventaires ne soient pas bien exacts
En décembre 1793, pour approvisionner le marché de Landerneau, trois paysans de Loperhet s'étant permis de refuser les réquisitions qui leur avaient été adressées, la gendarmerie reçut aussitôt l'ordre d'arrêter les délinquants qui furent détenus jusqu'à ce qu'ils eussent fourni chacun une quantité de froment double de celle qui leur avait été demandée.
Le Bot, curé de Loperhet, prêtre réfractaire, s'exila en Espagne pendant la Terreur.

### LeXIXesiècle
Au XIXe siècle, à Loperhet, cinq moulins à eau servent à moudre le blé, le sarrasin, le seigle et l'orge apportés par les paysans ; deux d'entre eux fonctionnaient encore en 1925.
En 1873, la commune de Loperhet contracte un emprunt de 3 000 francs pour la construction d'une école des filles.

### LeXXesiècle
Le 14 décembre 1908, la vedette à vapeur du croiseur Amiral Aube, se rendant au Barachois, par violent coup de vent accompagné de poudrin, sombre en rade ; le naufrage fait 7 morts dont Yves-Marie Quintric, matelot, né le 21 novembre 1887 à Loperhet, dont les parents étaient domiciliés dans le village de Kerdaniel.

#### La querelle des inventaires à Loperhet en 1906
Le 20 août 1904, l'école privée des filles de Loperhet est laïcisée.
La querelle des inventaires provoque en novembre 1906 des incidents à Loperhet, ainsi relatés par le Journal des débats :

« Malgré la quantité des forces envoyées pour les inventaires et la rapidité des opérations, une vive résistance s'est produite dans plusieurs communes. Le commissaire de police Daligand s'est rendu à Plougastel-Daoulas avec 25 cuirassiers. (...) Le cortège repart pour Loperhet : le tocsin se met à sonner. Tous les habitants de la commune sont là. Le commissaire et les serruriers sont hués. L'abbé Le Meur refuse d'ouvrir la porte ; comme elle est solidement barricadée de l'intérieur, il faut avoir recours aux sapeurs du génie qui, à grands coups de hache, brisent l'obstacle. Le premier soldat qui pénètre dans l'église est reçu à coups de chaises par les fidèles massés à l'intérieur ; mais il brandit sa hache et tient ainsi en respect les défenseurs de leur clocher. Des chaises sont encore lancées dans la direction des soldats, elles n'atteignent très heureusement pas leur but et viennent se briser avec fracas sur les murs de l'église. Quand, dix minutes plus tard, nous pouvons pénétrer dans le sanctuaire, les fidèles se tiennent devant le tabernacle, lui faisant un rempart de leur corps. Point n'est besoin d'entrer dans le chœur et M. Daligand opère le récolement des objets servant au culte, pendant que les fidèles continuent à chanter. La colonne se reforme sous les huées des femmes et vient bientôt bivouaquer à Daoulas où elle passe la nuit. »

#### L'incendie du manoir de Keranc'hoat en 1912
Le journal L'Ouest-Éclair décrit ainsi, sous le titre « Manoir détruit par un incendie », l'incendie du manoir de Keranc'hoat dans la nuit du 2l au 22 novembre 1912 :

« Un terrible incendie a complètement détruit en quelques heures dans la nuit de mercredi à jeudi, le manoir de Keranchoat, situé sur le territoire de Loperchet et appartenant à M. Goubin, ancien maire de cette commune. Il était environ dix heures du soir. Dans une chambre du troisième étage étaient réunies les trois jeunes bonnes de la maison [...] qui soignaient une vieille femme de 88 ans, Anne-Joséphine Dufour, laquelle était au service de la maison depuis 74 ans. Elle fut en effet prise à l'Hospice civil de Brest à l'âge de 14 ans par le père de M. Goubin, et depuis cette époque, cette domestique, qui était très attachée à ses maîtres, n'avait jamais quitté la famille. [...] Les trois jeunes filles entendirent bientôt des craquements sinistres pendant qu'une fumée épaisse envahissait la pièce dans laquelle elles se trouvaient. Elles sortirent affolées [...] et se mirent à pousser des cris perçants qui furent entendus de tous les habitants du manoir. M. Goubin, qui est âgé de 72 ans, et qui était souffrant, se leva immédiatement, et en compagnie de ses deux fils, dont l'un est vice-consul de France à Valparaiso, commença à organiser les secours. La première chose que l'on fit fut de s'occuper de la vieille domestique, qui était restée dans une chambre du troisième étage [...] avait succombé. [...] Des cultivateurs arrivaient de toutes les fermes des alentours pour combattre l'incendie. À une heure du matin arrivaient finalement les pompiers de Plougastel et les gendarmes de Daoulas, mais tous les efforts furent vains. On dut se contenter de protéger les bâtiments qui constituent les dépendances du manoir, et ce dernier, à l'heure actuelle, n'est plus qu'un amas de décombres. Le manoir de Keranchoat avait été construit en 1840 : c'était un bâtiment de 30 mètres de long sur 15 mètres de large ; il avait trois étages [...]. La gendarmerie de Daoulas a ouvert une enquête [...] : il paraît établi néanmoins que le foyer d'incendie se trouvait dans la chambre servant de lieu de débarras [...]. »

#### L'entre-deux-guerres
L'agence postale de Loperhet ouvre le 16 décembre 1928, la commune ne dépendant plus alors de Daoulas comme antérieurement pour son service postal.
En juillet 1928, le naufrage de la goélette Tramontane sur l'Élorn entre Landerneau et Brest, fait six morts ; l'une des cadavres est retrouvé sur une grève de Loperhet en bordure de l'Élorn.
Le 5 septembre 1933, un garçon de ferme originaire d'Hanvec, mais domestique au village de Kergreach en Loperhet, parti ramasser des coquillages dans la rivière de Daoulas entre Logonna-Daoulas et Loperhet, se noie. Le 9 février 1934, un car de la compagnie SATOS, écrase et tue deux piétons (deux cultivateurs du village de Trébéolin en Dirinon) au lieu-dit Fogot, sur la route de Daoulas, à 500 mètres du bourg de Loperhet.
En 1932, le curé de Loperhet, Craignou, tonne en chaire contre les hommes qui jouent au football en culotte courte, exigeant qu'ils portent des pantalons longs lorsqu'ils participent à ce sport. Le curé aurait conseillé aux femmes « d'obliger leurs maris à se soumettre aux consignes de l'évêque en s'abstenant, en cas de résistance, de toutes relations avec eux et en ne leur servant que des plats brûlés ».

#### Les guerres mondiales
Le monument aux morts de Loperhet porte les noms de 88 personnes mortes pour la France dont 70 pendant la Première Guerre mondiale, 13 pendant la Seconde Guerre mondiale, 1 pendant la guerre d'Algérie, aucune indication de guerre n'étant fournie pour 4 d'entre eux.
Pendant la Seconde Guerre mondiale, le moulin à vent de Creach-ar-Moal est dynamité par les Allemands qui craignaient qu'il puisse servir de repère pour les aviateurs alliés.

## La pierre de Kersanton (ou kersantite)

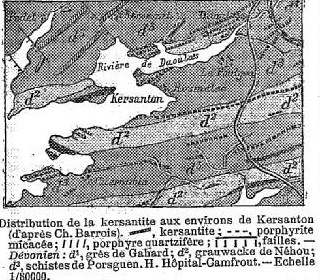
Les affleurements de kersantite dans les parages de la rade de Brest.

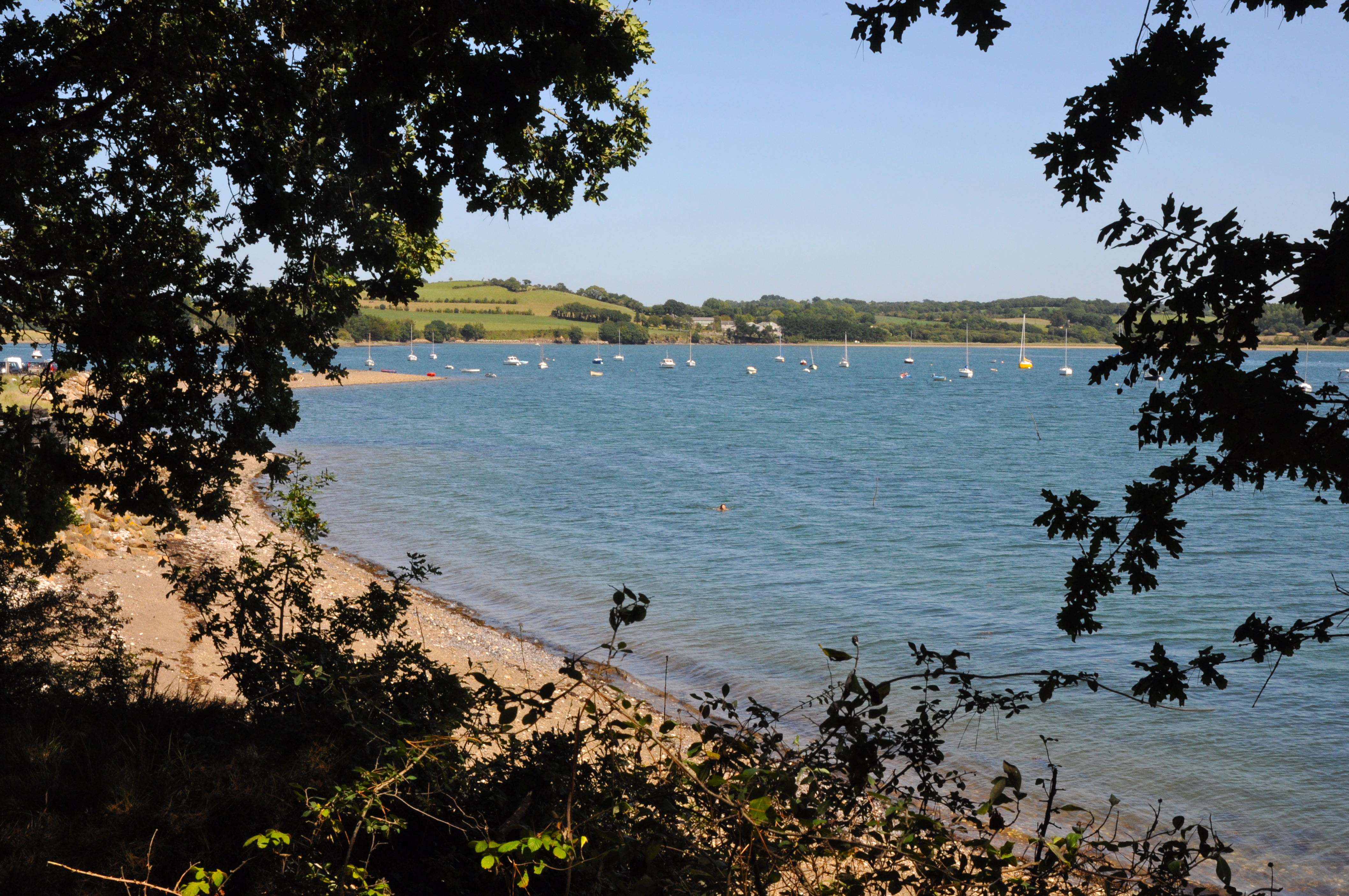
La rivière de Daoulas vue depuis le hameau de Kersanton (à l'arrière-plan, Logonna-Daoulas).

La kersantite tire son nom du hameau de Kersanton, situé dans la commune de Loperhet. Les gisements principaux de kersantite se trouvent notamment à la grève de la pointe du Château, (kersanton gris-bleu), puis dans les carrières de L'Hôpital-Camfrout, notamment à Kerascoët où affleure le kersanton de Rosmorduc, le plus beau ou dans la carrière de Rhun Vras. Prosper Mérimée décrit les qualités de la pierre de Kersanton : « La pierre employée à cet effet est éminemment propre à la sculpture d'ornements, par sa dureté et la finesse de son grain. Elle ne se polit jamais parfaitement et reste âpre au toucher. »
La pierre de kersanton est exploitée depuis au moins le XVe siècle à Kersanton, les filons étant entre 20 et 40 mètres de profondeur et l'exploitation facilitée par la proximité de la mer qui en permit l'exportation par voie maritime. Les carriers étaient payés à la pièce et des grèves dures se produisirent en 1894, en 1900, en 1903. La kersantite a servi notamment à la sculpture, notamment des calvaires bretons au XVIe siècle, des pierres tombales ou des monuments aux morts après la Première Guerre mondiale, mais aussi pour la construction de nombreux châteaux et manoirs, d'églises, etc.
L'activité de ces carrières décline à la fin du XIXe siècle et cesse dans la seconde moitié du XXe siècle.

## Services publics
Créé en 1969, le Centre Radar de Bretagne (CRB) est un organisme interministériel qui regroupe aujourd'hui :
- un Centre Régional de la Navigation Aérienne (CRNA/Ouest), créé en 1976, dépendant de la Direction générale de l'Aviation civile. Il a remplacé la Section de Contrôle et de Coordination de l'Aviation Civile.
- 3 organismes militaires : un Centre de Détection et de Contrôle de l'Armée de l'Air (CDC), un Centre de Coordination de la Marine nationale (CCMAR) et un Centre de Contrôle Essais Réception (CCER), organisme de DGA Essais en vol de la Direction générale de l'Armement.

## Démographie
L'évolution du nombre d'habitants est connue à travers les recensements de la population effectués dans la commune depuis 1793. Pour les communes de moins de 10 000 habitants, une enquête de recensement portant sur toute la population est réalisée tous les cinq ans, les populations de référence des années intermédiaires étant quant à elles estimées par interpolation ou extrapolation. Pour la commune, le premier recensement exhaustif entrant dans le cadre du nouveau dispositif a été réalisé en 2004.

En 2022, la commune comptait 3 952 habitants, en évolution de +7,22 % par rapport à 2016 (Finistère : +2,16 %, France hors Mayotte : +2,11 %).
| 1793  | 1800  | 1806  | 1821  | 1831  | 1836  | 1841  | 1846  | 1851  |
| ----- | ----- | ----- | ----- | ----- | ----- | ----- | ----- | ----- |
| 1 119 | 1 151 | 1 170 | 1 208 | 1 271 | 1 116 | 1 252 | 1 313 | 1 314 |

| 1856  | 1861  | 1866  | 1872  | 1876  | 1881  | 1886  | 1891  | 1896  |
| ----- | ----- | ----- | ----- | ----- | ----- | ----- | ----- | ----- |
| 1 310 | 1 359 | 1 415 | 1 449 | 1 461 | 1 474 | 1 394 | 1 398 | 1 442 |

| 1901  | 1906  | 1911  | 1921  | 1926  | 1931  | 1936  | 1946  | 1954  |
| ----- | ----- | ----- | ----- | ----- | ----- | ----- | ----- | ----- |
| 1 514 | 1 562 | 1 539 | 1 436 | 1 467 | 1 364 | 1 283 | 1 310 | 1 293 |

| 1962  | 1968  | 1975  | 1982  | 1990  | 1999  | 2004  | 2006  | 2009  |
| ----- | ----- | ----- | ----- | ----- | ----- | ----- | ----- | ----- |
| 1 269 | 1 315 | 1 411 | 2 030 | 2 941 | 3 466 | 3 511 | 3 507 | 3 585 |

| 2014  | 2019  | 2022  | - | - | - | - | - | - |
| ----- | ----- | ----- | - | - | - | - | - | - |
| 3 573 | 3 910 | 3 952 | - | - | - | - | - | - |

Commentaire : La population de Loperhet a faiblement évolué pendant le XIXe siècle et les deux premiers tiers du XXe siècle, gagnant lentement des habitants jusqu'en 1881 (+355 habitants entre 1793 et 1881, soit +31,7 % en 88 ans ou un gain moyen de 4 habitants par an ; ensuite la période 1881-1891 connaît un fléchissement démographique modeste, suivi d'une croissance à nouveau jusqu'à un premier maximum démographique atteint en 1906 avec 1562 habitants. La première moitié du XXe siècle est marquée par un important exode rural qui entraîne un déclin démographique assez net (-282 habitants entre 1906 et 1962, soit -18 % en 56 ans). La population de 1962 n'est que peu supérieure à celle de 1793. Par contre, surtout à partir de 1975, la commune est gagnée par la périurbanisation, de nombreux lotissements accueillant des migrants pendulaires liée à la proximité de Brest, qui lui fait gagner 2 147 habitants entre 1975 et 2008, soit +152 % en 33 ans ; c'est entre 1982 et 1990 que la croissance a été la plus rapide avec un gain de 911 habitants en 8 ans.
Entre 1968 et 1999, le solde migratoire a été constamment positif (atteignant même un rythme très élevé entre 1975 et 1982 (+5,4 % l'an) et entre 1982 et 1990 (+4,4 % l'an), la commune croissant donc essentiellement par immigration nette, alors que le solde naturel est longtemps resté négatif, jusqu'en 1982 en raison du vieillissement antérieur de la population dans une commune alors frappée par l'exode rural, même s'il est depuis cette date légèrement positif en raison de l'arrivée de jeunes couples périurbains (+0,5 % l'an entre 1990 et 2008). En 2009 par exemple, Loperhet a enregistré 42 naissances et 24 décès. La population est désormais jeune (28,7 % de 0 à 19 ans pour 13,1 % de 65 ans et plus en 2008).
Le parc immobilier est pour l'essentiel récent (14,4 % des logements seulement étaient en 2008 antérieurs à 1949), l'âge d'or des nouvelles constructions étant la période 1975-1999 (42,6 % du parc immobilier de 2008, 518 logements étant construits pendant cette période), le mouvement se poursuivant mais à un rythme ralenti (293 nouveaux logements entre 1999 et 2005). Il s'agit essentiellement de maisons individuelles (95,6 % du parc immobilier total en 2008) avec peu de résidences secondaires (4,5 % du parc immobilier total en 2008).

### Liste des maires

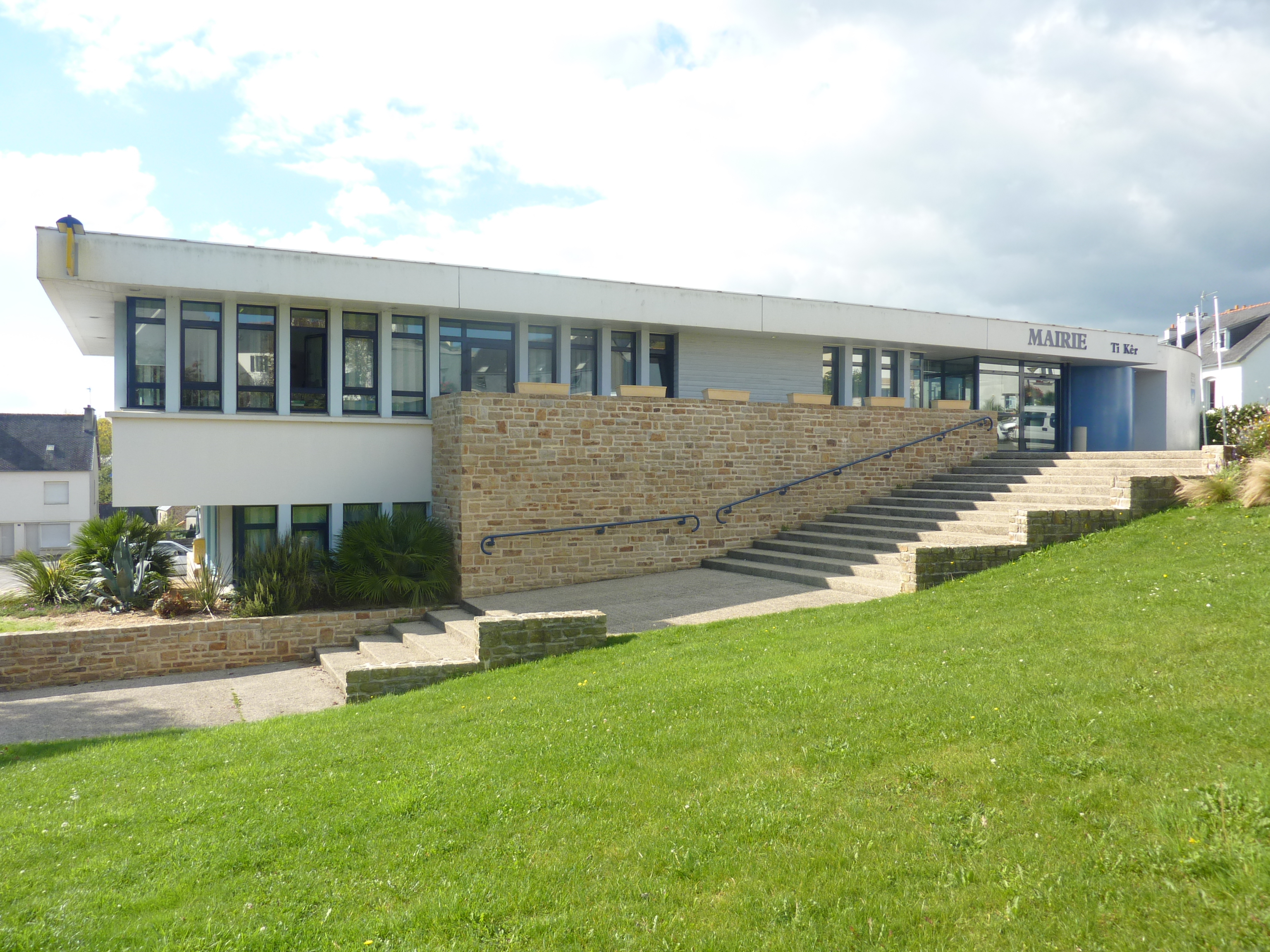
La mairie de Loperhet.

## Politique et administration

### Héraldique
| Blason de Loperhet | Blason  | Coupé engrêlé : au premier d'argent aux trois mouchetures d'hermine de sable rangé en chef soutenues de deux trèfles de sinople, au second d'azur au voilier d'or. Devise / Cri« sell pell » (regarde loin). |
| Blason de Loperhet | Détails | Conception : Bernard Le Brun (1991) Le statut officiel du blason reste à déterminer. |

## Enseignement, culture et langue bretonne
La commune possède deux établissements scolaires : l'école publique Éric-Tabarly et l'école privée Sainte-Brigide.
L'adhésion à la charte Ya d'ar brezhoneg a été votée par le conseil municipal le 22 octobre 2008.
À la rentrée 2017, 135 élèves étaient scolarisés dans la filière bilingue publique (soit 30,8 % des enfants de la commune inscrits dans le primaire).

## Sports et loisirs
- Le centre nautique de Rostiviec-Loperhet est une école de nautisme agréée par la Fédération française de voile (FFV) et par la Fédération française de canoë-kayak (FFCK), dont le plan d'eau se situe dans la partie sud de la rade de Brest[62].
- L'église chrétienne évangélique, église protestante à tendance charismatique, implantée à Brest, a créé un centre évangélique dénommé « Joie de vivre » et une maison de retraite dite « Home évangélique » pour ses fidèles à Linglas Izella en Loperhet. Depuis la fin des années 1980, la maison de retraite, nommée aujourd'hui « Les trois sources », accueille toutes les personnes désirant y résider.
- La Nuit du Glanvez a été organisée par le Racing Club de Loperhet de 1976 à 1987.
- Le Centre de Vacances de Gorré Menez a été totalement rénové et a rouvert en 2017. Géré par les PEP, il est spécialiste dans l'organisation des séjours scolaires de découvertes de l'environnement, des séjours adultes de découverte du Finistère, des séminaires d'entreprises ou encore de l'accueil des fêtes familiales. Situé au cœur de l'espace forestier de Gorré Menez et en surplomb de la Vallée de l'Elorn, il compte 70 lits et des chambres premiums ou collectives.
- Le centre équestre de Gorre-Menez, agréé École d'Équitation par la fédération française d'Équitation (FFE), associé à la CPIE (Centre permanent d'initiation à l'environnement), situé près de l'Elorn, permet des cours à tout niveau et est accessible aux handicapés. L'été, le centre se délocalise à Plougastel-Daoulas dans sa base estivale pour des balades aussi ouvertes à tous.

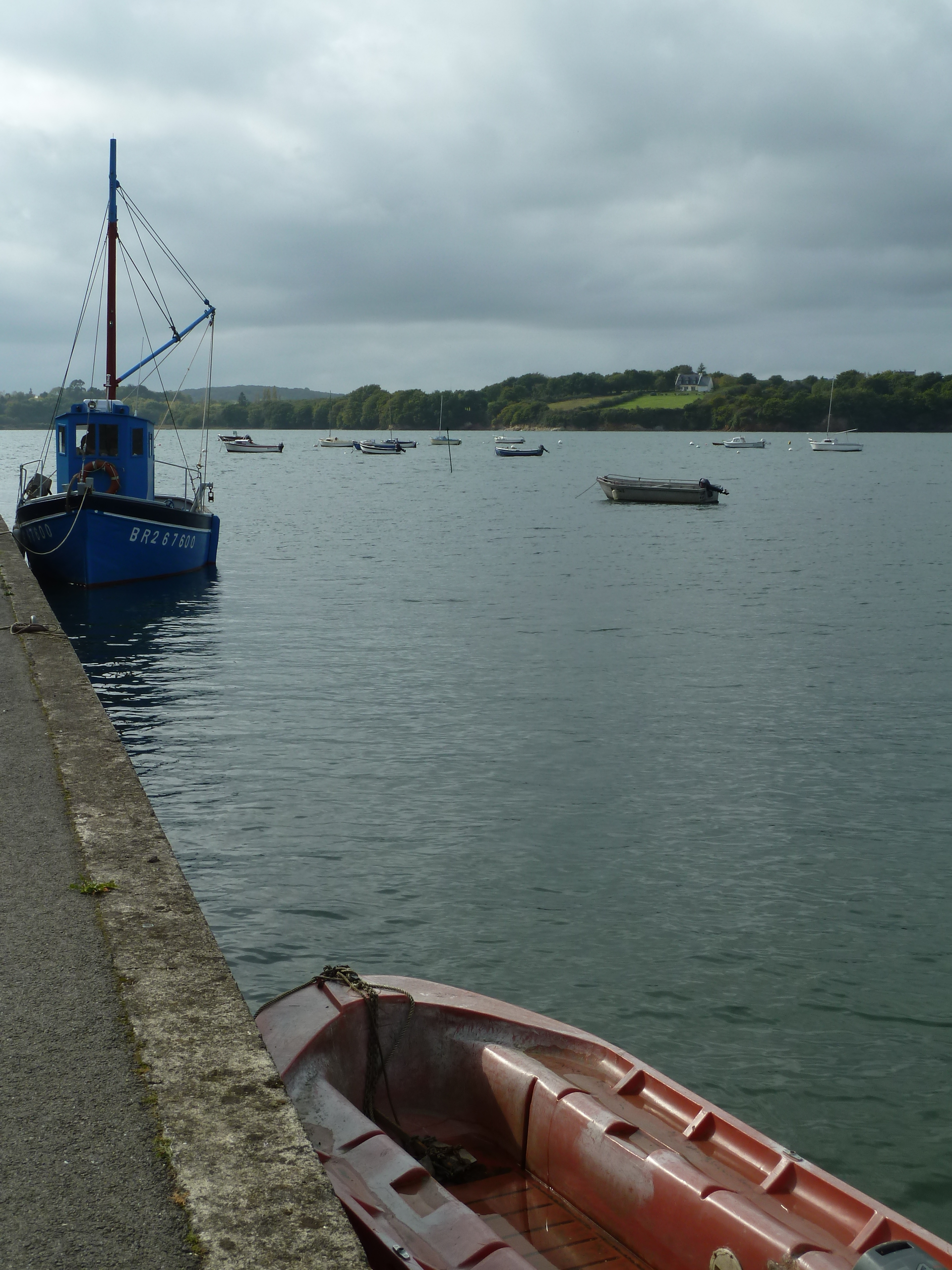
Le port de Rostiviec.
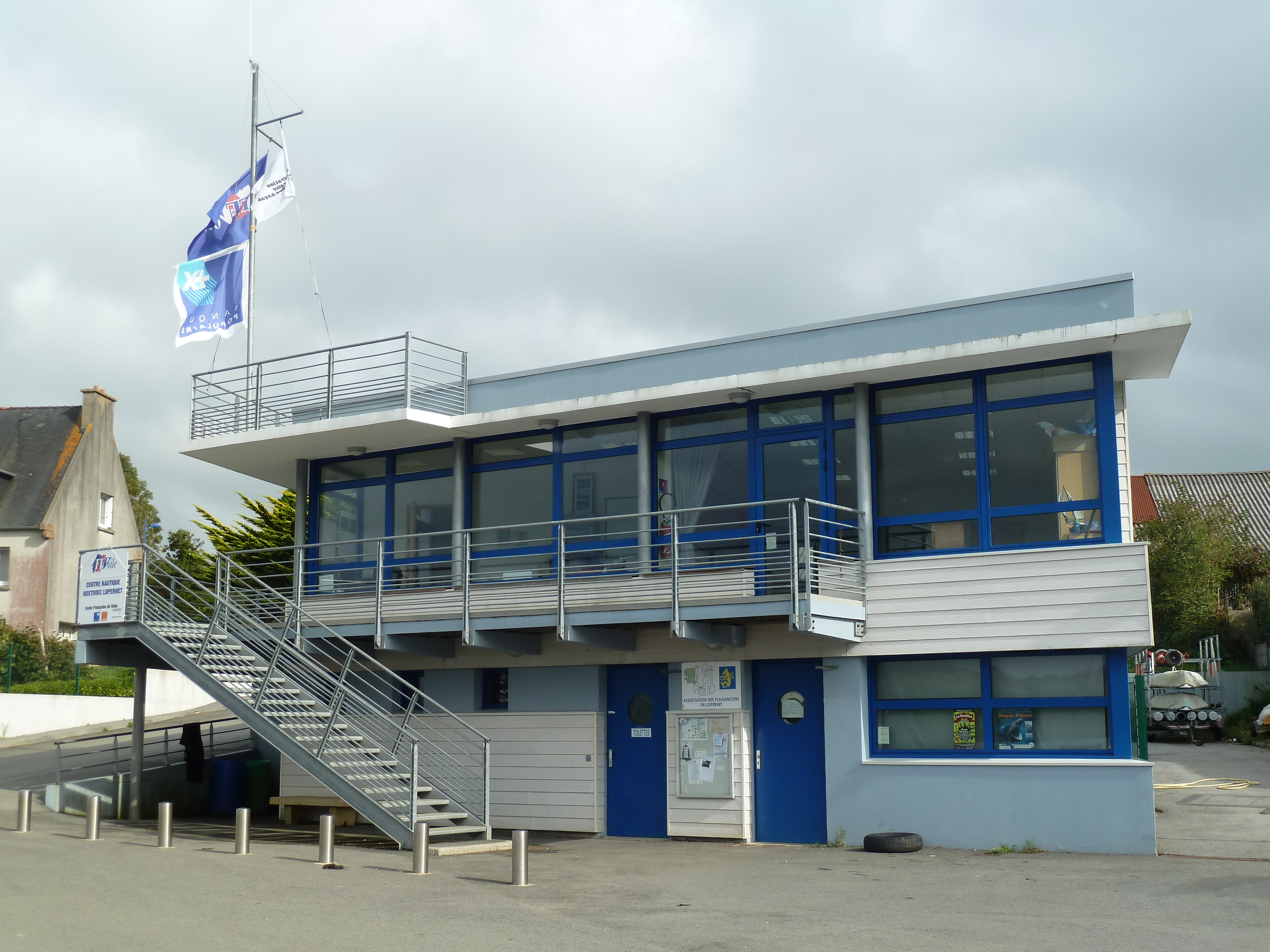
Le centre nautique de Rostiviec.

## Économie

### Le «Radar de Bretagne»
Construit en 1968 et situé sur les hauteurs de Loperhet, le « Radar de Bretagne » regroupe quatre administrations, civiles ou militaires, dans les domaines du contrôle aérien et de la défense nationale :
- le Détachement air 928 Brest-Loperhet (CMCC) assure le contrôle aérien militaire dans le quart ouest de la France ;
- la section de contrôle de la circulation aérienne générale (CNAR) : le Centre régional de navigation aérienne (CRNA) Ouest est l'une des cinq antennes françaises du contrôle aérien civil. Il gère toute la partie grand ouest de la France, soit 400 000 km2 environ, ainsi qu'une partie de l'espace atlantique qui s'étend sur 300 km au large d'Ouessant ; en 2019 1 095 000 aéronefs ont été contrôlés et guidés par le CNRA (moins de 500 000 en 2020)[63] ;
- le centre de contrôle et de coordination marine pour l'atlantique (CCMAR) ;
- le centre de contrôle de la circulation d'essais et de réception (CCER).

Le centre possède trois radars : un radôme (radar dôme) pour la partie militaire, un radar pour la partie civile, et un de secours. Le capteur TRS 22XX, radar le plus élevé du site, est opérationnel depuis 1999.

### Industries
- La COBRENA (dépend de Triskalia, union de sociétés coopératives agricoles) à Linglaz (Fabrication d'aliments pour animaux de ferme).

### Agriculture
- EARL « Prim Verre » à Ty Néol : culture de légumes ; maraîchage.
- EARL « Rose Atlantique », zone horticole de la gare (horticulture).
- EARL « Les Serres d'Armor », zone horticole de la gare (horticulture, pépinières).
- EARL « Saintilan », zone horticole de la gare (autres cultures non permanentes).
- EARL « Le Guillou », Linglaz Izella (élevage).
- EARL « Rolland », Ty Neol (Production, vente de fraises et de framboises).

### Services
- La maison de retraite « Les Trois sources ».
- Association « Les genêts d'or », foyer Henri Laborit (pour handicapés mentaux).
- Le CPIE « Vallée de l'Élorn » à Gorre Menez (au cœur d'un espace boisé de 100 ha dont dix lui appartiennent, le centre, qui surplombe la vallée de l'Élorn, est constitué, en plus des bâtiments d'accueil et d'hébergement, d'une ferme pédagogique, d'un centre équestre, et de bâtiments administratifs. Oiseaux, notamment des rapaces, et divers mammifères (chevreuils, etc.) et différents types de végétation : forêt mixte, bocage, prairie, lande, tourbière et zones humides, mare, cours d'eau, estuaire..., sont présentés à Gorre Menez.

## Sites et monuments

### L'enclos paroissial

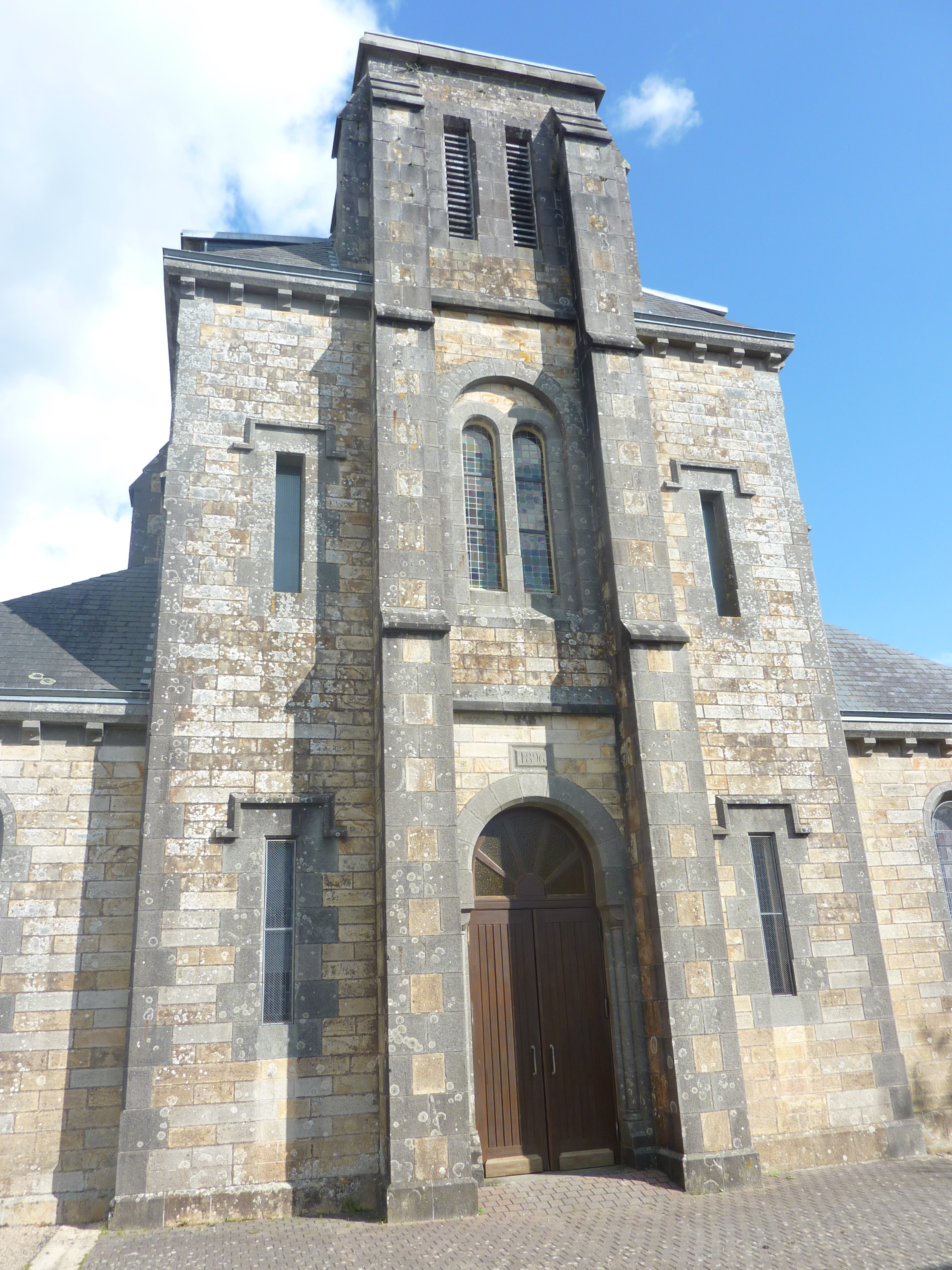
La façade de l'église paroissiale Sainte-Brigitte.

- L'église paroissiale Sainte-Brigitte (ou sainte Brigide ou sant Berched)[65] date du dernier quart du XIXe siècle ; construite par l'architecte Armand Gassis, elle a été achevée en 1896, la date se trouve indiquée sur la façade de l'église. Elle remplace une église antérieure datant de 1645-1652 et agrandie en 1620 et dont elle a conservé le portail, de style Renaissance, datant de 1645 et une cloche datant de 1661. Elle possède aussi une chaire du XVIIIe siècle[66]. L'église possède une pietà en pierre, qui fut polychrome, datant du XVe siècle et une bannière de Sainte-Brigitte[67] portée par les femmes lors de la procession du pardon de Sainte-Brigitte chaque premier dimanche du mois de février.

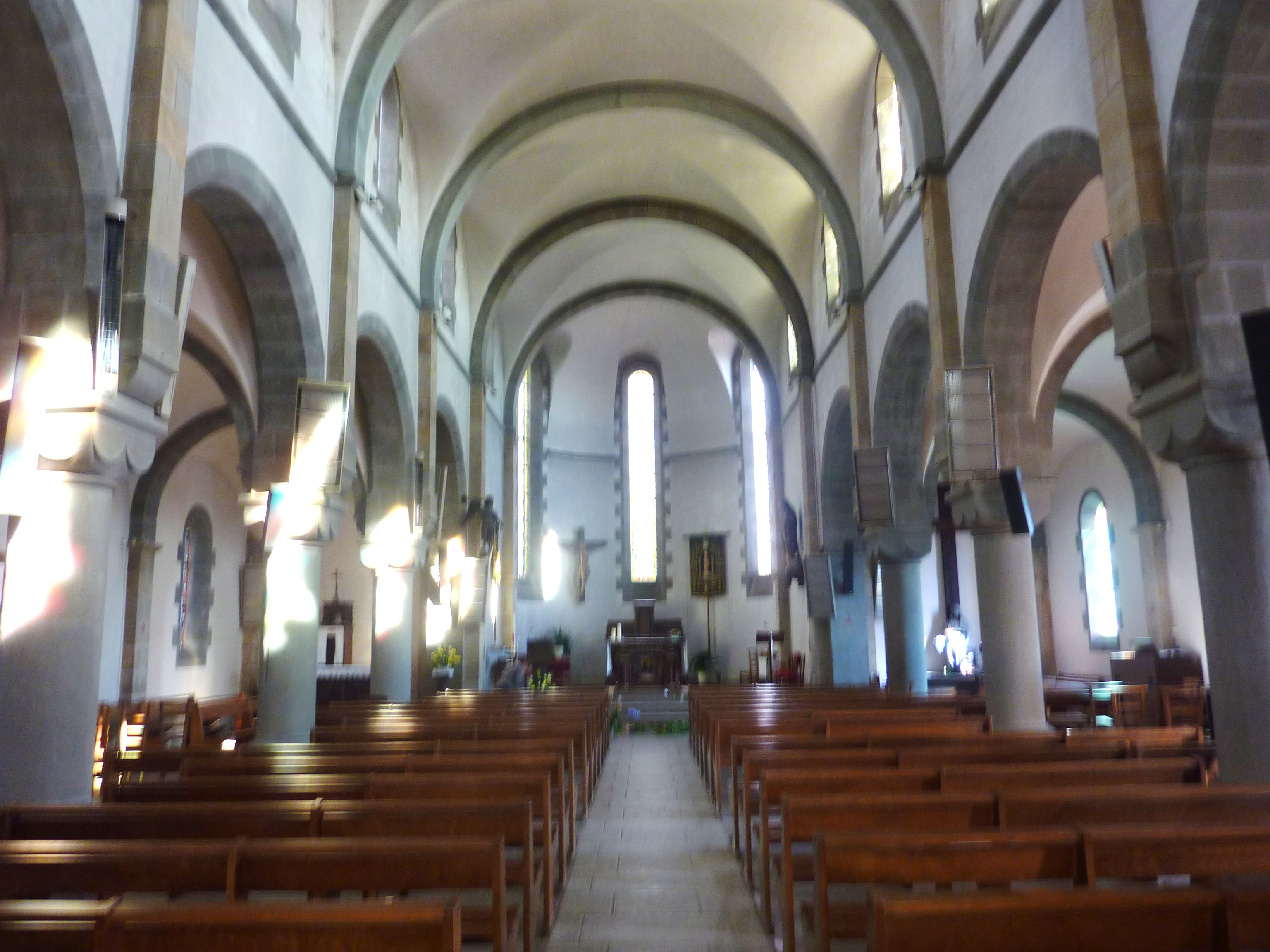
Intérieur de l'église paroissiale Sainte-Brigitte.
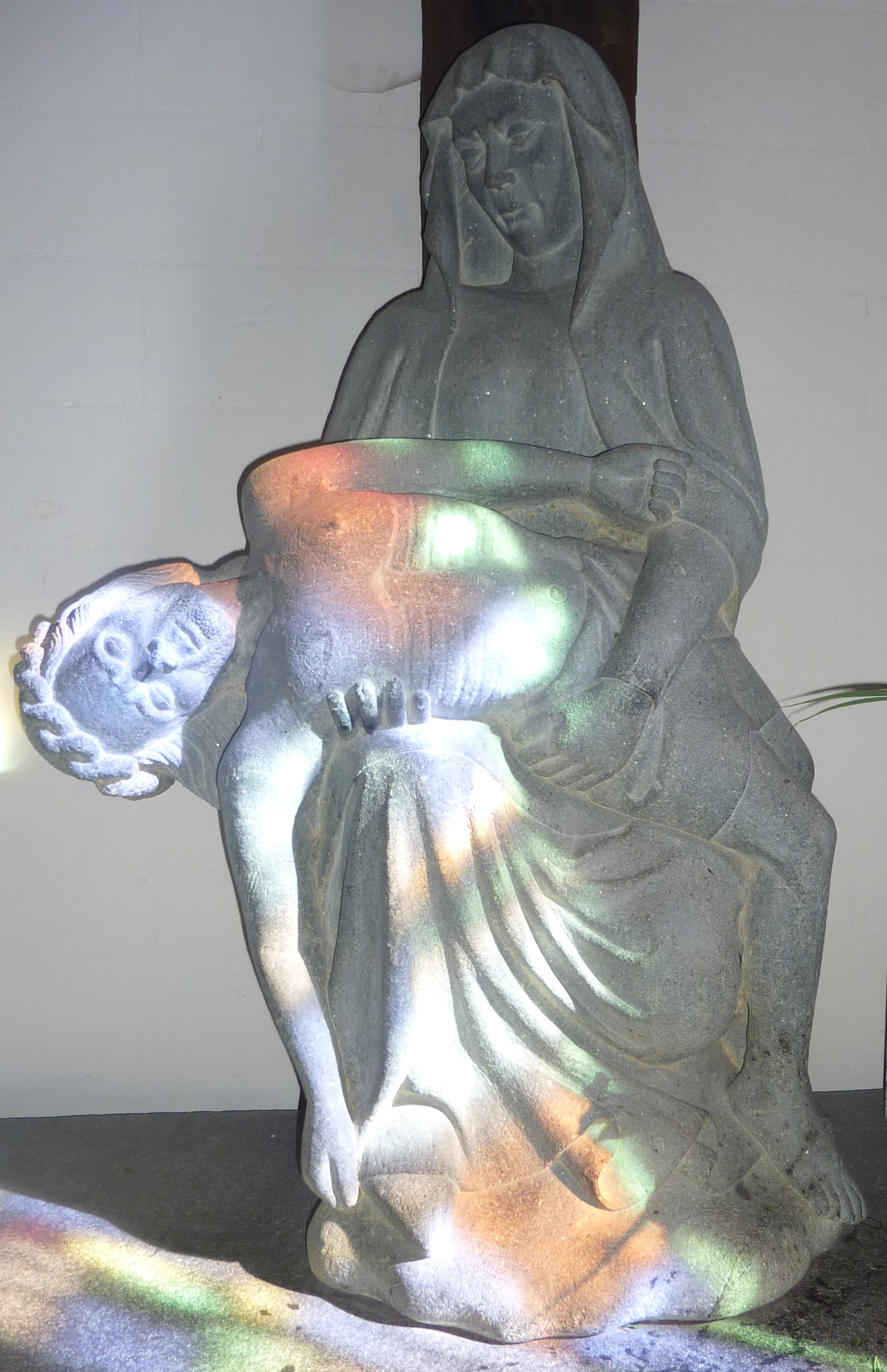
Église paroissiale : pietà.
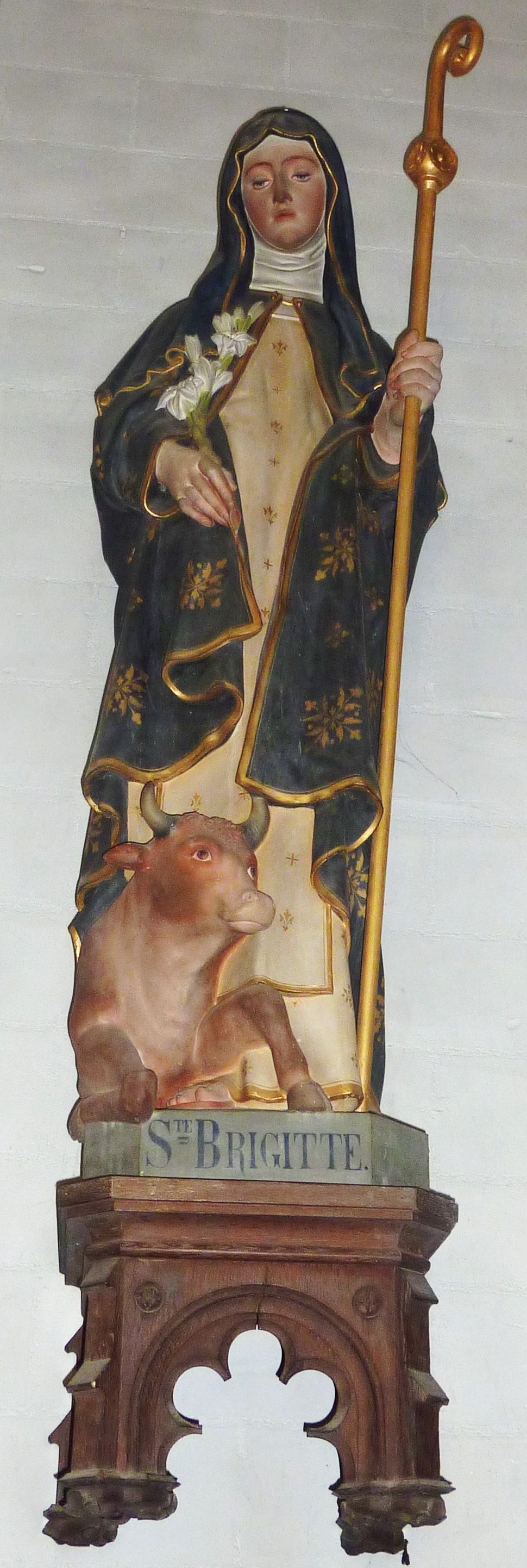
Statue de sainte Brigitte dans l'église paroissiale.
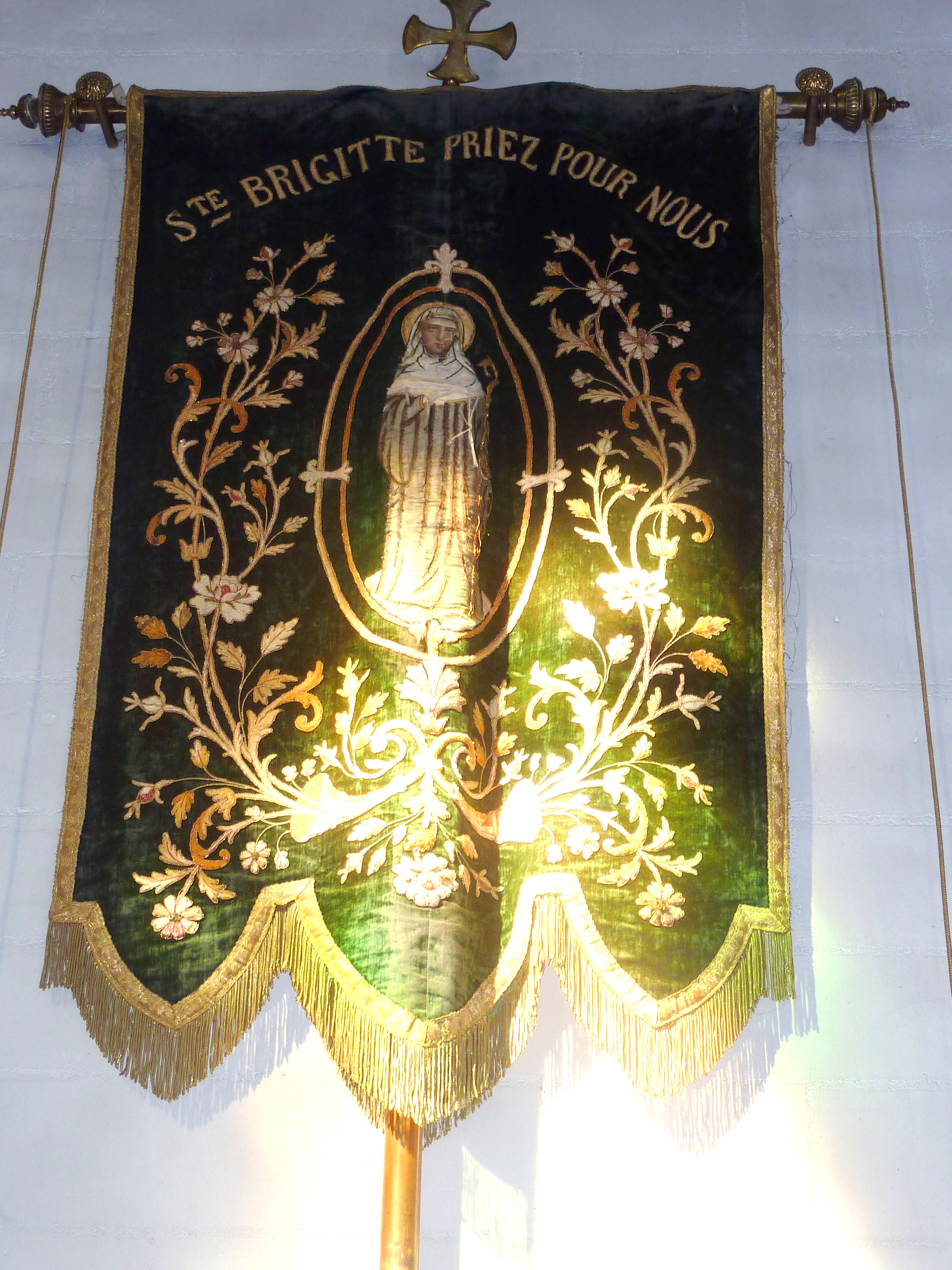
Bannière de procession de sainte Brigitte dans l'église paroissiale.
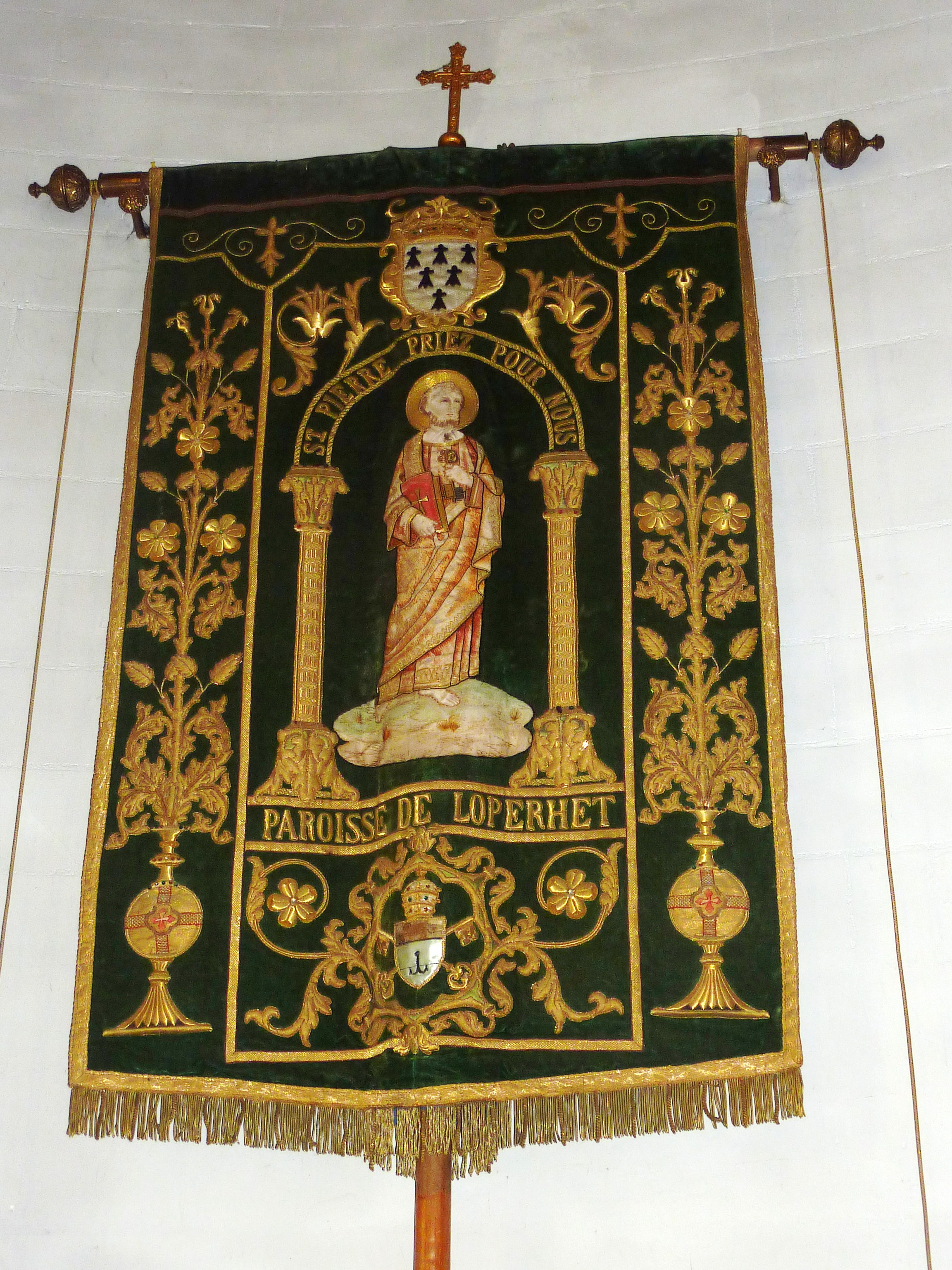
Bannière de procession de saint Pierre dans l'église paroissiale.

- La fontaine Sainte-Brigitte (restaurée par Yann Larc'hantec en 1898) ; elle a servi par le passé de lavoir, mais a été restaurée. Elle possède, dans une niche, une statue de sainte Brigitte.
- Le monument aux morts.

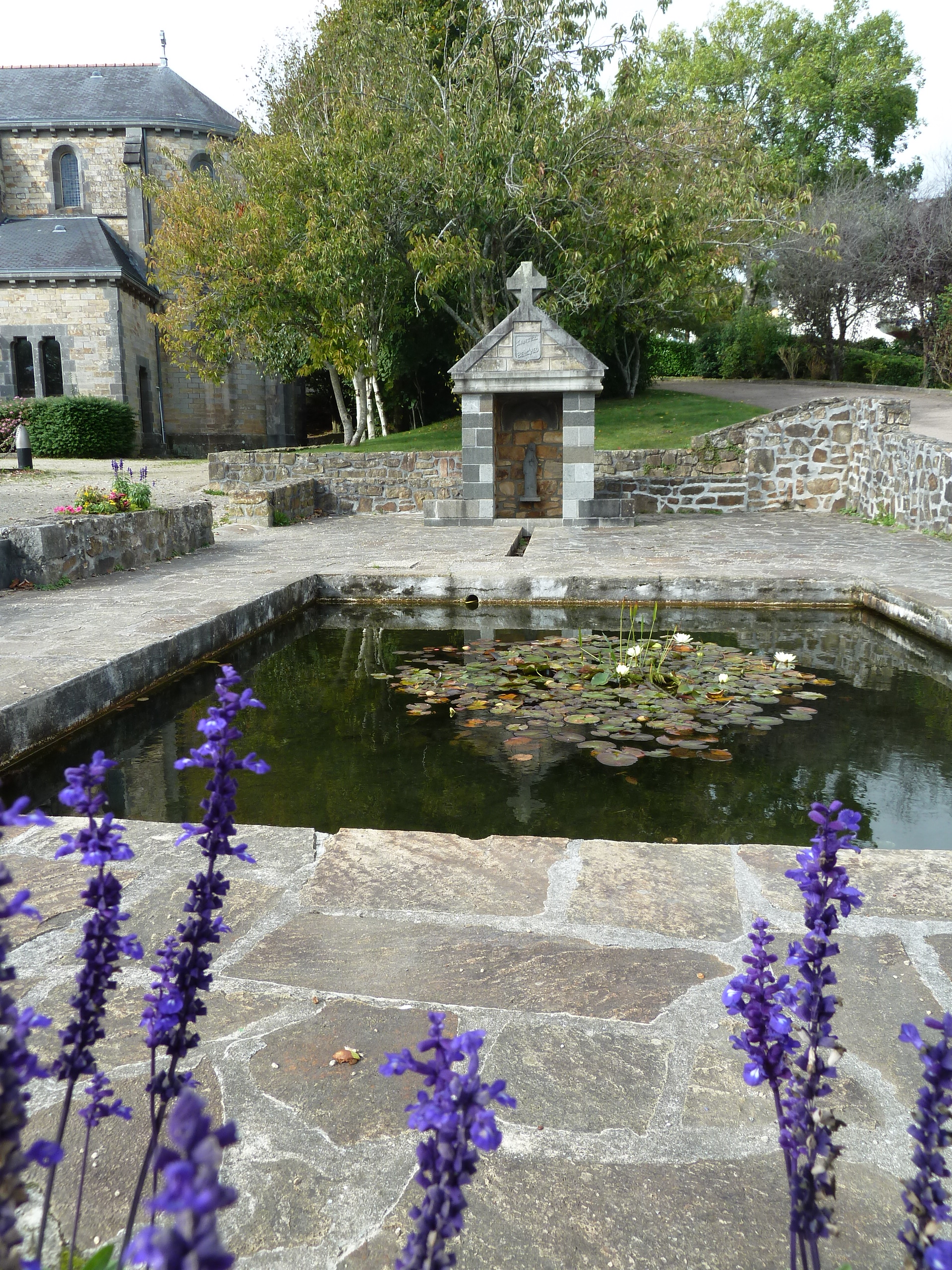
La fontaine Sainte-Brigitte (Santez-Berc'hed).
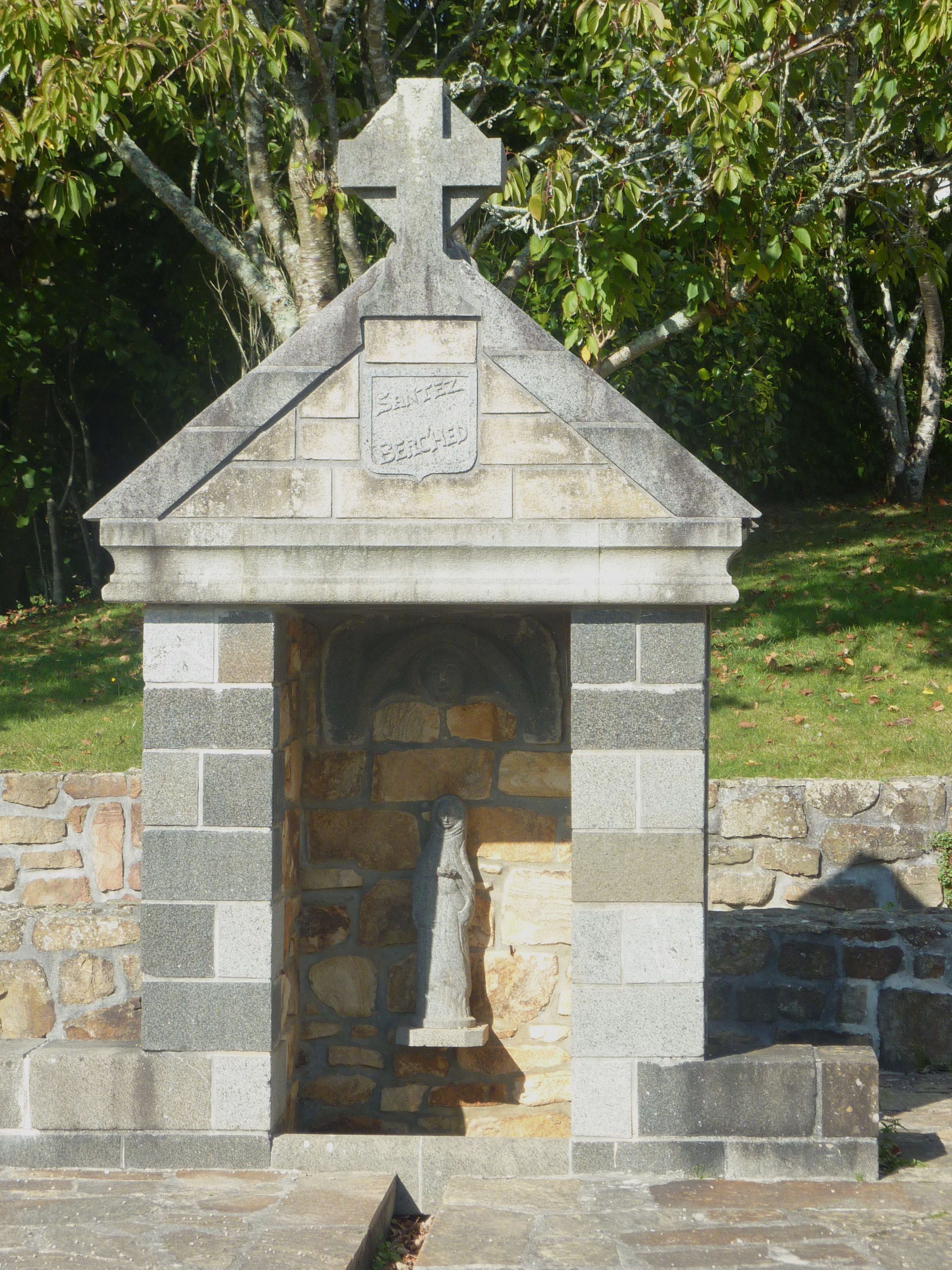
La fontaine Sainte-Brigitte (Santez-Berc'hed) : détail.
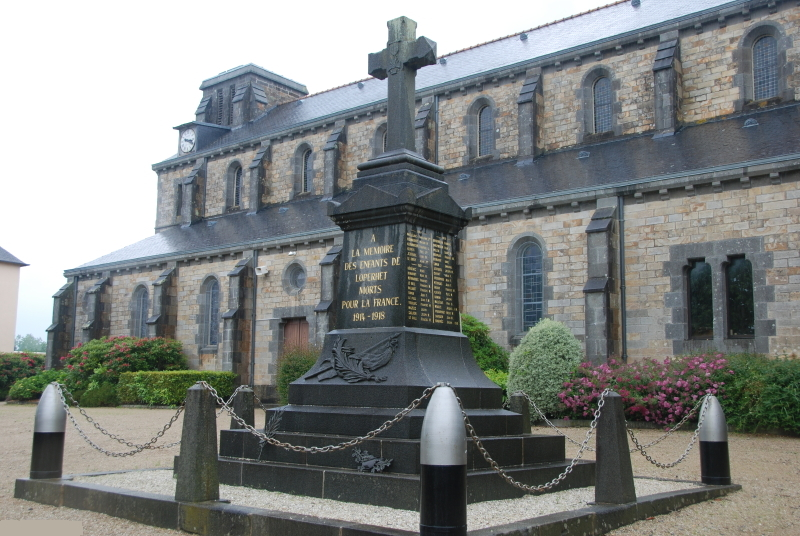
Le monument aux morts.

- La chapelle du château de Keranc'hoat, incluse dans l'une des ailes du château éponyme, est une chapelle privée possédant plusieurs statues anciennes dont celles de sainte Brigitte, de la Vierge-Mère, de saint Jacut, de saint Hervé, de saint Marc, etc.
- Quatre autres chapelles ont existé par le passé, mais ont disparu : Saint-Guénael à Botquénal, Saint-Jagu à Lingoual, Saint-Jacob et Saint-Léonard au bourg[68].
- Cinq croix et calvaires :

1. Gorre-Menez (date du Moyen Âge),
2. Kergoat[69] (date du XVIe siècle),
3. Mesmanic (date du XVIe siècle),
4. Véniec : croix Saint-Léonard. Elle était probablement auprès de la chapelle Saint-Léonard, du temps où celle-ci existait. Elle fut ensuite transférée au carrefour de la rue René-Goubin et de la rue Pierre-Quilliec.On avait coutume d'y aller en procession pour diverses célébrations, Fête-Dieu, etc. mais cela devenait dangereux à cause de la Nationale qui passait devant. Au début des années 1950, on la transféra donc à Véniec, ce qui était plus pratique pour les processions partant de l'église,
5. Dans le cimetière[70] (croix à triple croisillon, restaurée lors de la mission de 1894)[71]. Le croisillon inférieur porte les statues de la Vierge, de saint Jean et de sainte Brigitte[72].

### Patrimoine civil et paysages naturels
- Le menhir du Carn (situé sur une propriété privée).
- Le tumulus de Gorre-Menez, inscrit monument historique.
- La motte féodale de Roc'hellou, sur un tumulus inscrit monument historique.
- Port et village de Rostiviec.

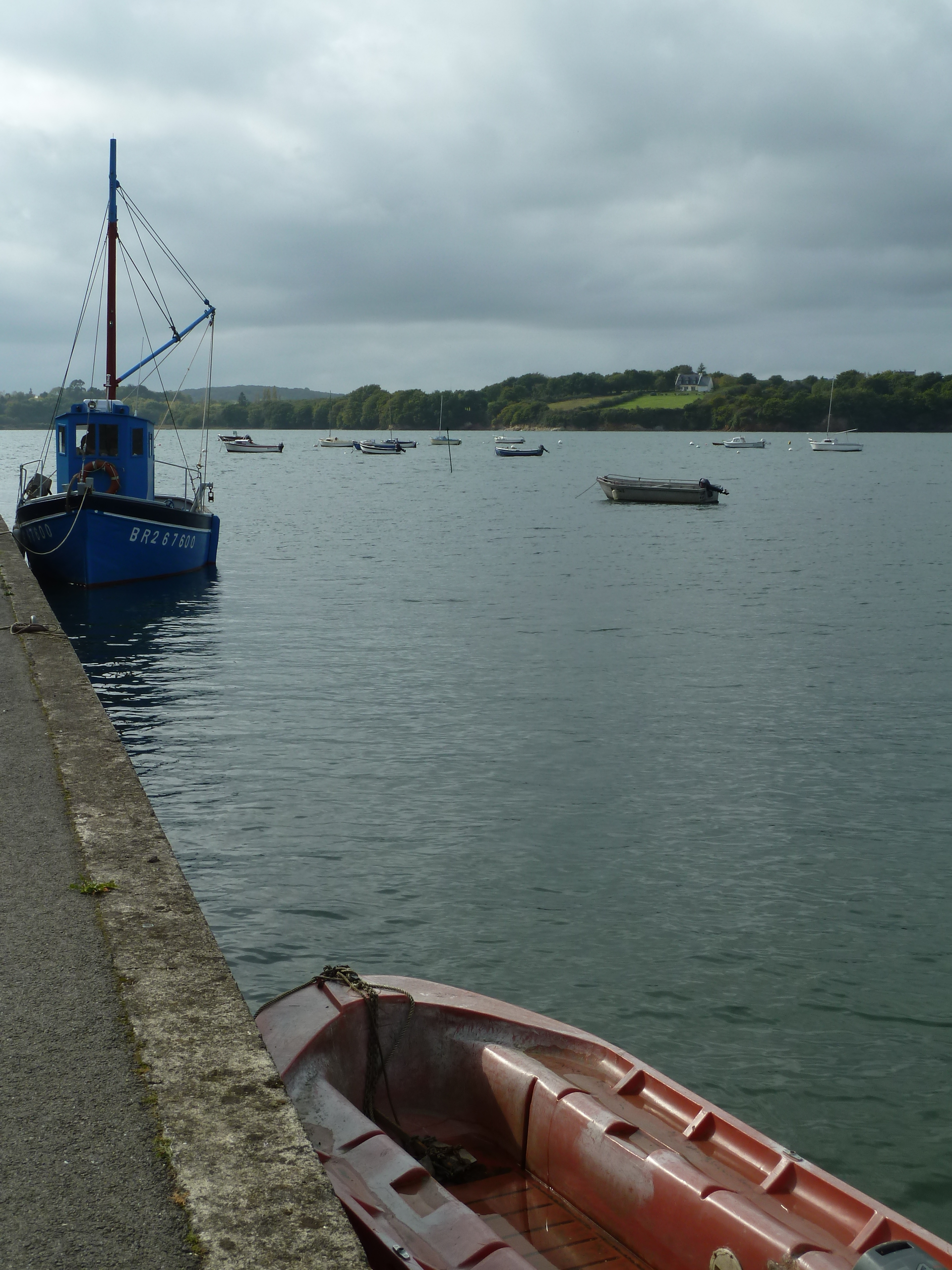
Loperhet : le port de Rostiviec 1.
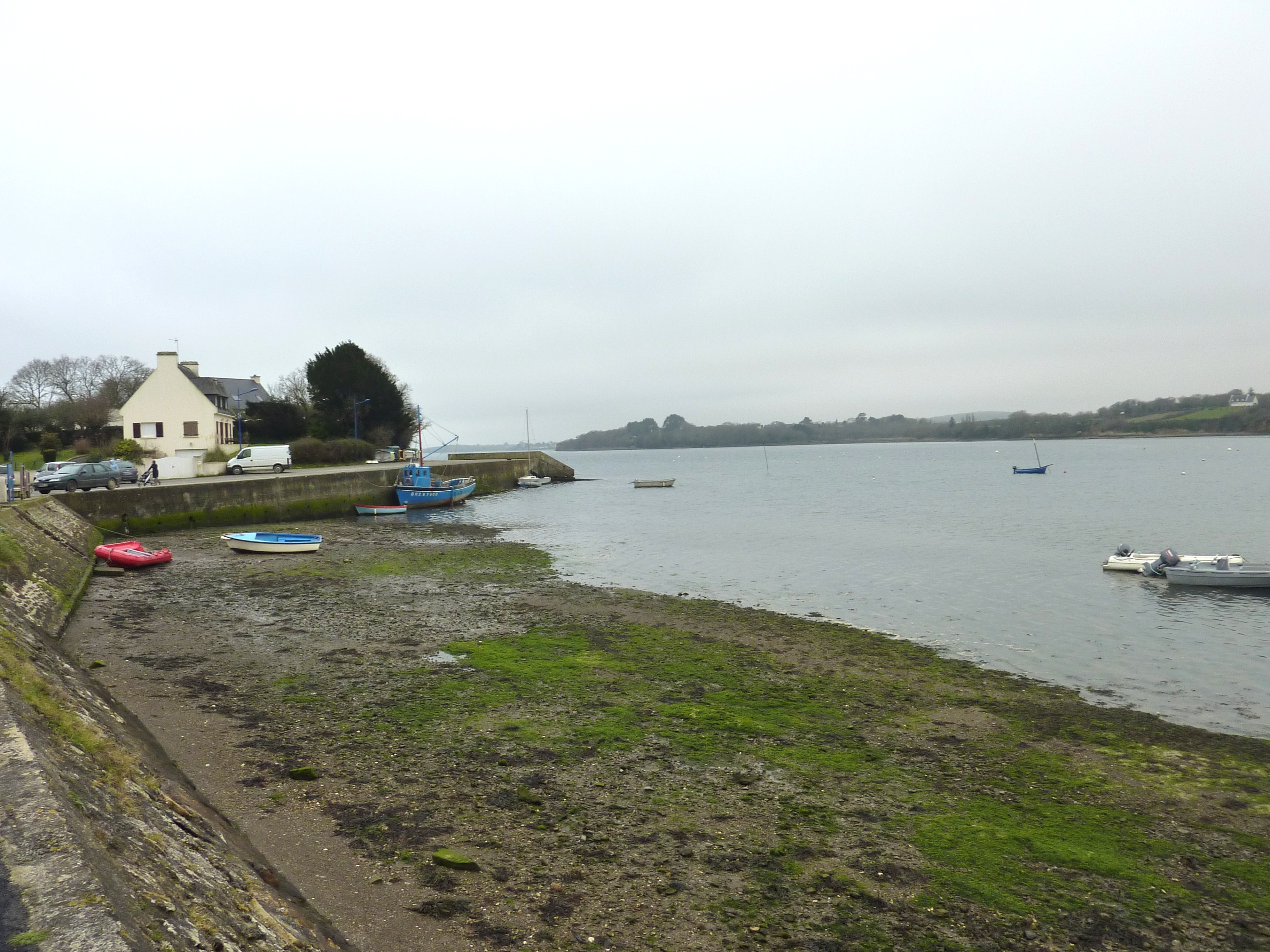
Loperhet : le port de Rostiviec 2.
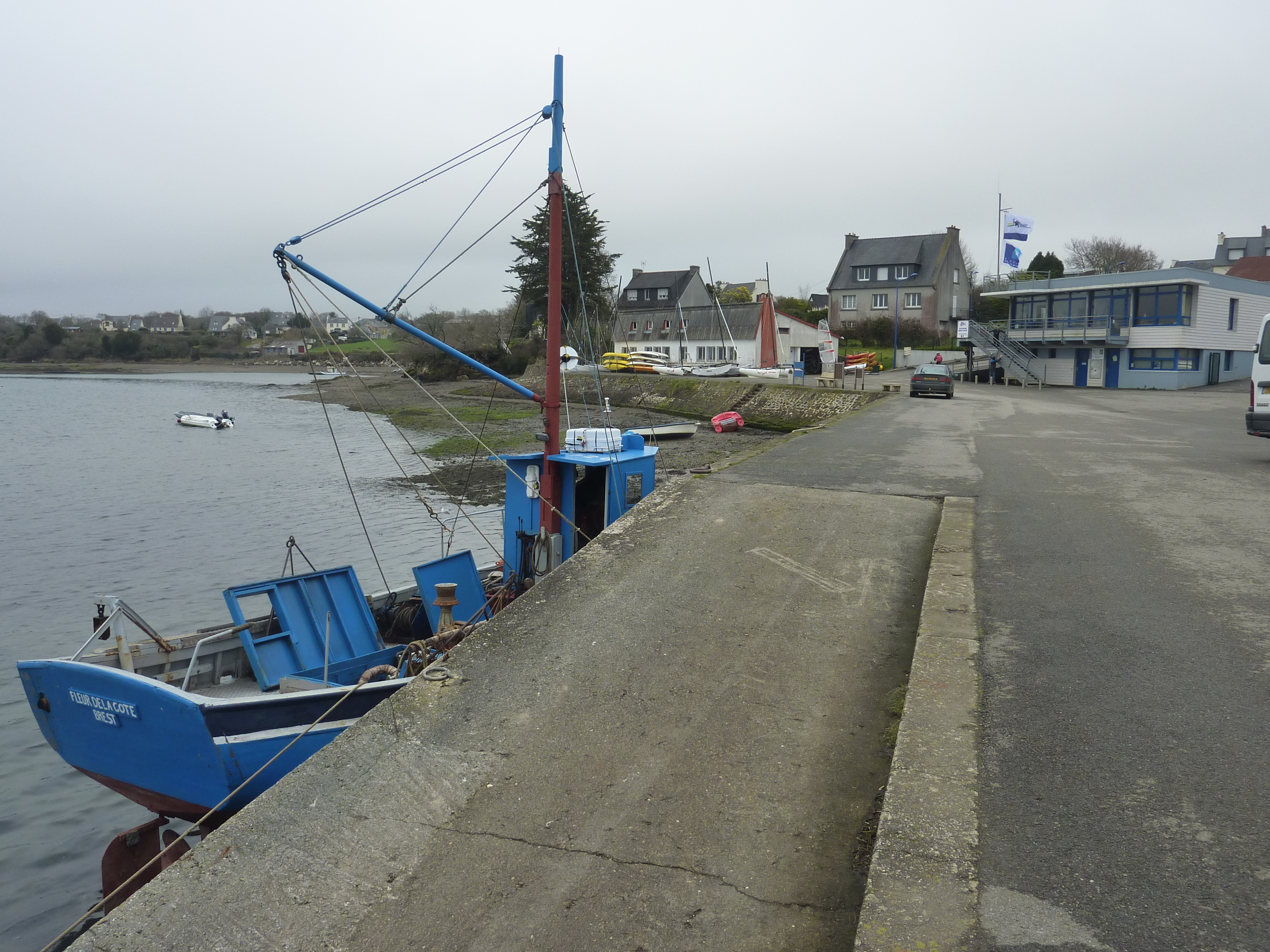
Loperhet : le port de Rostiviec 3.
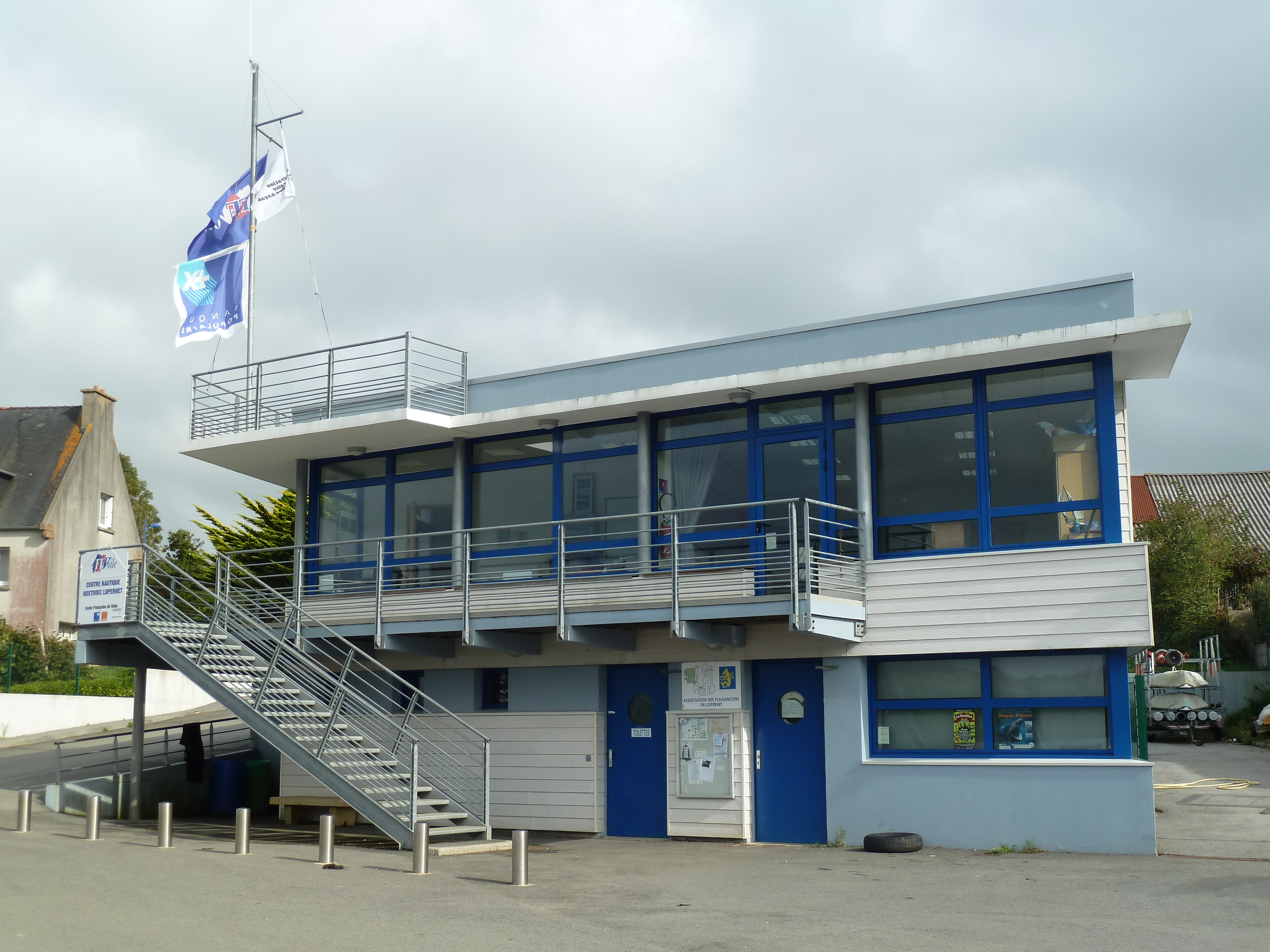
Le centre nautique de Rostiviec.

- Le château de Keranc'hoat actuel, de style néoclassique, date des années 1840, détruit par un incendie en 1912, reconstruit ensuite, mais a succédé à un manoir du XVe siècle dont le portail sud a été conservé[73]. Ce château fut successivement la propriété des familles Keranhoat au XIIIe siècle, Rosnyvinen[74], (écrit parfois Rosvivinen) et Coetmenech entre le XIVe siècle et le XVIe siècle et Goubin de Kerdaniel, dont la présence est déjà attestée en 1759 dans le château de Keranc'hoat[75].
- la Maison ronde (bibliothèque).

## Personnalités liées à la commune
La famille Buzic, ou Buzic de Kerdaoulas était seigneur de Kergoat en Loperhet (et non en Daoulas, ni à Saint-Hernin comme écrit sur de nombreux sites Internet où une famille Kergoat habitait le château de Kergoat en Saint-Hernin, mais cela semble être une homonymie) :
- Even Buzic, seigneur de Kergoët (Kergoat) meurt le 4 juin 1404.
  - Yves Buzic, décédé le 28 février 1418.
    - Even II Buzic, né vers 1420, marié avec Marguerite du Mur.
      - Mazéas Buzic, décédé jeune vers 1442.
      - Marguerite Buzic, mariée vers 1470 avec Olivier II de Roscerf.
        - Yves de Roscerf, né vers 1470, décédé vers 1505, seigneur du Bois de la Roche en Coadout (dans l'actuel département des Côtes-d'Armor), chambellan du duc François II de Bretagne, puis d'Anne de Bretagne. Son château du Bois de la Roche fut brûlé par Pierre de Rohan, en 1489, pour se venger de la prise de Quintin pendant la guerre franco-bretonne. Marié avec Marguerite de Kersauzon.
          - Anne de Roscerf, née vers 1495, décédée en 1548, se marie avant septembre 1513 avec Alain II du Liscouët. Dame du Bois de la Roche.
            - Charles du Liscouët, né vers 1520, décédé avant 1579, marié en 1553 avec Françoise de la Bouexière.
              - Yves du Liscouët, né en 1553 au Liscouët en Boqueho, décédé le 30 novembre 1594 à Crozon, fut un redoutable chef de guerre pendant les guerres de la Ligue.

La famille du Louët (manoir de Keranc'hoat) :
La famille possédait les domaines de Liorzinic en Plougastel-Daoulas, du Plessix et de Lesquiviten en Dirinon, de Coëtjunval en Ploudaniel, de Keranhoat, Kerhoënt et Kerrom (Minihy du Léon), Kerguiziau en Bohars, de Quijac en Lambézellec, de Penanvern en Saint-Martin-des-Champs, de Pirvit en Plédran, de Kerangarz, Treffilis et la Fosse en Lannilis, de Coëtivy en Plouvien, de la Villeneuve en Plouézoch, du Rest et Trévéhy en Plouénan, de Lesplougoulm en Plougoulm, de Penaot en Mahalon.
La famille du Louët est présente aux réformations et montres de 1426 à 1534, paroisses de Plougastel-Daoulas, Dirinon et Ploudaniel. Cette famille semble originaire de Plougastel-Daoulas (la chapelle de Notre-Dame de la Fontaine-Blanche dans cette paroisse possède un blason de la famille du Louët de Liorzinic).
- Macé du Louët, conseiller du duc de Bretagne Jean IV en 1391.
  - Son fils Pierre du Louët, sieur de Liorzinic, marié avec Marguerite de Launay.
    - Leur fils, Alain du Louët, marié avec Marguerite de La Palue.
      - Leur fils, Jean du Louët, marié avec Françoise de La Lande.
        - Leur fils, Pierre du Louët, sieur de Kerhanhoat [Keranc'hoat], marié vers 1515 avec Marguerite de Coëtmenech, dame de Coëtjunval[78].

Voici d'autres membres de la famille du Louët pour lesquels la filiation est établie entre eux :
- François du Louët, marié le 24 décembre 1557 avec Claudine de Carné.
  - Jean du Louët, né le 11 septembre 1558, seigneur de Coetjunval en Ploudaniel, de Keranhoat en Loperhet et maints autres lieux dont Quijac en Lambézellec[79] et de Marie de Brézal.
    - Vincent du Louët, baptisé à Dirinon, marié avec Renée du Parc.
    - François du Louët, né en 1581 à Keranc'hoat en Loperhet, seigneur de la Villeneuve en Plouezoc'h.
    - René du Louët ou René du Louët de Coetjunval, né en 1584 à Loperhet, fut évêque de Cornouaille entre 1640 et 1668.

Autres membres de la famille du Louët pour lesquels la filiation n'est pas établie:
- Allain du Louët, sieur de Kerrom (paroisse de Saint-Pol-de-Léon), mourut à Keranc'hoat en Loperhet en mai 1560[80]
- Jérôme du Louët, né le 26 avril 1560 à Loperhet, marié en 1581 avec Marie de Lanros, dame de Kergoët, chevalier de l'Ordre de Saint-Michel, seigneur de Tronjoly (en Gourin).
  - Leur fille, Marie du Louët, mariée le 16 octobre 1612 avec Olivier de Kergoët.
- René du Louët, abbé de l'abbaye Notre-Dame de Daoulas entre 1581 et 1598.

La famille Goubin de Kerdaniel ou Goubin de Couesmes de Kerdaniel (Goubin depuis la Révolution française), généalogie simplifiée :
- Martin René Goubin de Kerdaniel, avocat au Parlement de Bretagne s'est marié le 19 février 1759 dans la chapelle du château de Keranc'hoat avec Marie Olive Fauvel
  - René Goubin de Kerdaniel, marié avec Louise Cossoul, fut maire de Loperhet pendant la Révolution française, décédé le 1er prairial an XIII (21 mai 1806) au château de Keranc'hoat
    - Charles René Goubin de Kerdaniel, né en 1769 au château de Keranc'hoat, marié le 16 septembre 1797 à Quimper avec Louise Billette de Kerouel, négociant à Landerneau
    - Armand Goubin de Kerdaniel, né le 7 février 1773 au château de Keranc'hoat, décédé le 29 septembre 1814 au château de Keranc'hoat.
      - René Marie Goubin, né le 23 fructidor an VII (11 septembre 1799), marié avec Marie Elisabeth Adèle Corre de Villeson
        - Armand Marie Goubin, né le 30 mars 1840 à Brest, marié le 17 janvier 1881 à Saint-Pierre-Quilbignon avec Reine Marie Élisabeth Josèphe de Rodellec du Porzic, maire de Loperhet entre 1872 et 1904, décédé le 14 octobre 1922 au château de Keranc'hoat.
          - Louise Fernande Élisabeth Goubin de Kerdaniel, née le 6 octobre 1886 au château de Keranc'hoat, mariée le 11 mai 1910 à Loperhet avec Joseph Édouard Marie Le Forestier de Quillien
          - Armand Eugène Joseph Marie Goubin est né le 1er avril 1889 au château de Keranc'hoat
            - René-Marie, fils d'Armand, ministre plénipotentiaire (grade le plus élevé de la carrière diplomatique) fut maire de Loperhet entre 1945 à 1961.